# Selección de fútbol del Perú
La selección de fútbol del Perú, también conocida como la Bicolor y la Blanquirroja, es el equipo representativo de dicho país en las competiciones oficiales de fútbol masculino. Su organización está a cargo de la Federación Peruana de Fútbol (FPF), creada en 1922, una de las diez federaciones miembro de la Confederación Sudamericana de Fútbol (Conmebol), al cual se afilió en 1925. 
Participa en las competencias organizadas por la Conmebol y la FIFA. Su debut se produjo el 1 de noviembre de 1927 ante la selección de Uruguay en el Campeonato Sudamericano de aquel año realizado en Perú. La selección peruana juega sus partidos de local en el Estadio Nacional, ubicado en la capital del país, Lima.
En abril de 2025, se ubica en el puesto 42 de la clasificación mundial de la FIFA habiendo alcanzado su mejor posición histórica en octubre de 2017, cuando se ubicó en el puesto 10, por encima de selecciones como Inglaterra, Italia, Uruguay y Países Bajos.
Ha participado en 5 ediciones de la Copa Mundial de Fútbol (1930, 1970, 1978, 1982 y 2018), obteniendo sus mejores resultados en México 1970 (alcanzó los cuartos de final y fue reconocido con el premio al Fair Play) y en Argentina 1978 (llegó a la segunda fase). Ha participado en 33 ediciones de la Copa América, donde se coronó campeón en 2 ocasiones (1939 y 1975), siendo la primera selección de Conmebol en romper la hegemonía de las 3 potencias históricas del continente sudamericano: Uruguay, Brasil y Argentina, después de 14 ediciones, y otro subcampeonato en 2019. Por otra parte, compitió 2 veces en los Juegos Olímpicos, en 1936 y 1960, en 2 de las 3 ediciones del Campeonato Panamericano de Fútbol, también obtuvo la medalla de oro en los Juegos Bolivarianos de los años 1938, 1947, 1961, 1973 y 1981, siendo el máximo ganador de los Juegos Bolivarianos.
En categorías juveniles, la selección sub-23 obtuvo el segundo lugar en el Torneo Preolímpico Sudamericano Sub-23 de 1960, el tercer lugar en 1964 y 1980, y el cuarto lugar en 1972. Por otro lado, la selección sub-20 obtuvo la medalla de oro en los Juegos Suramericanos de 1990 y la medalla de bronce en los de 1994 y 1982. También logró la medalla de bronce en los Juegos Bolivarianos de 1985. La selección sub-17, por su parte, ha participado en 2 ediciones de la Copa Mundial de la categoría: en la Copa Mundial de Fútbol Sub-17 de 2005 y en la de 2007, logrando llegar en esta última a los cuartos de final. Asimismo, la selección sub-17 en los Juegos Bolivarianos logró la medalla de oro en 2001, la medalla de plata en 1997, la medalla de bronce en 2013 y en los Juegos Suramericanos de 1994. Finalmente, la selección sub-15 salió campeón del Campeonato Sudamericano del año 2013 y obtuvo la medalla de oro en los Juegos Olímpicos de la Juventud de 2014.
Con el naciente fútbol sudamericano, brillaron con la selección campeonando en los Juegos Bolivarianos 1938 y la Copa América 1939, los futbolistas Alejandro Villanueva, Teodoro Fernández Meyzán, Jorge Alcalde, Juan Honores, Alberto Terry, Óscar Gómez Sánchez, Juan Seminario y Juan Joya. Posteriormente, entre 1968 y 1982, conformaron la generación dorada del fútbol peruano, campeonando en la Copa América 1975, los Juegos Bolivarianos de 1973 y 1981, y participando en 3 mundiales consecutivos, los jugadores Teófilo Cubillas, Alberto Gallardo, Héctor Chumpitaz, Oswaldo Ramírez, Pedro Pablo León, Julio César Uribe, Hugo Sotil, César Cueto, Rubén Díaz, Juan Carlos Oblitas, Percy Rojas, José Velásquez, Guillermo La Rosa y Franco Navarro. En la última década, destaca el grupo que clasificó a la Copa Mundial de 2018 y que tuvo destacadas participaciones a nivel continental, alcanzando el tercer lugar en la Copa América de 2011 y 2015, y terminando subcampeón en el año 2019. Resaltan Paolo Guerrero, Jefferson Farfán, Edison Flores, Christian Cueva, Yoshimar Yotún, Luis Advíncula y el portero Pedro Gallese.

## Historia

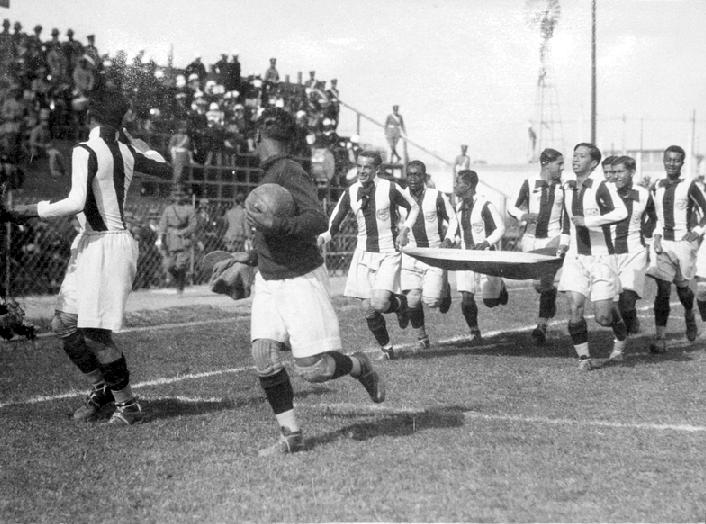
Seleccionados de Perú y Uruguay en el Campeonato Sudamericano de 1927 realizado en el Perú.

### Introducción del fútbol y creación de la selección peruana

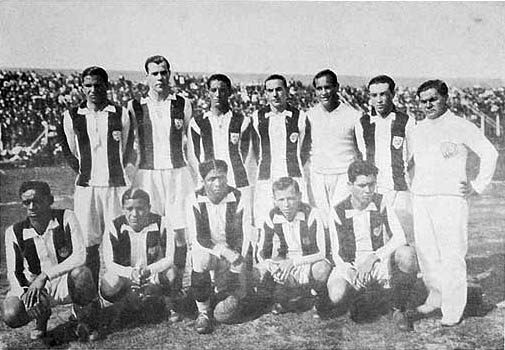
Seleccionado peruano que participó en el Campeonato Sudamericano 1929.

El fútbol fue introducido en el Perú a finales del siglo XIX por marinos ingleses durante sus frecuentes visitas al puerto del Callao. El fútbol creció gracias a su práctica por los residentes británicos en el Perú y a su adopción por parte de los peruanos que regresaban de Inglaterra.
Pronto, la rivalidad deportiva que se desarrolló entre los visitantes extranjeros y los locales comenzó a ganar la atención de los peruanos residentes en otras ciudades, aunque en un principio el deporte se disputó fuera de la organización formal, tales como clubes deportivos o ligas. Los primeros clubes fueron fundados a comienzos del siglo XX con el fin de continuar con la práctica del deporte.
La falta de una organización centralizada a menudo condujo a conflictos entre los equipos, por lo que en 1922 tuvo lugar la creación de la FPF, junto con una nueva liga peruana de fútbol, en el marco del reglamento de dicha organización en 1926.
La FPF se afilió a la Conmebol en 1925, pero las limitaciones internas y los problemas económicos impidieron la creación de una selección nacional que oficialmente representara al país internacionalmente. En 1927, la selección de fútbol del Perú fue creada oficialmente, y fue la anfitriona del Campeonato Sudamericano de ese mismo año, donde ocupó el tercer lugar después de una victoria (3-2 ante Bolivia) y dos derrotas (0-4 ante Uruguay y 1-5 ante Argentina).

### Debut en el Mundial y el título del Campeonato Sudamericano (1930-1939)

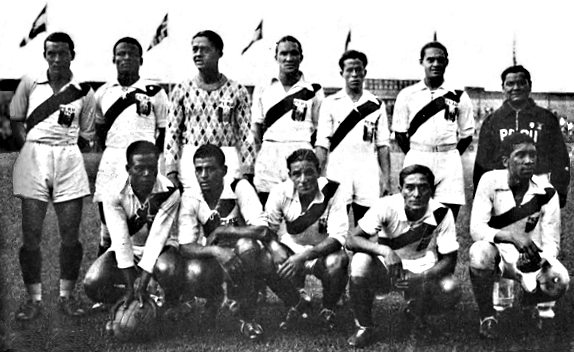
Selección que participó en los Juegos Olímpicos de Berlín de 1936 estrenando la clásica banda roja. Adelante: Magallanes, Alcalde, Fernández, Morales y Villanueva. Atrás: Tovar, Lavalle, Valdivieso, Arturo Fernández, Castillo, Jordán y el técnico Alberto Denegri.

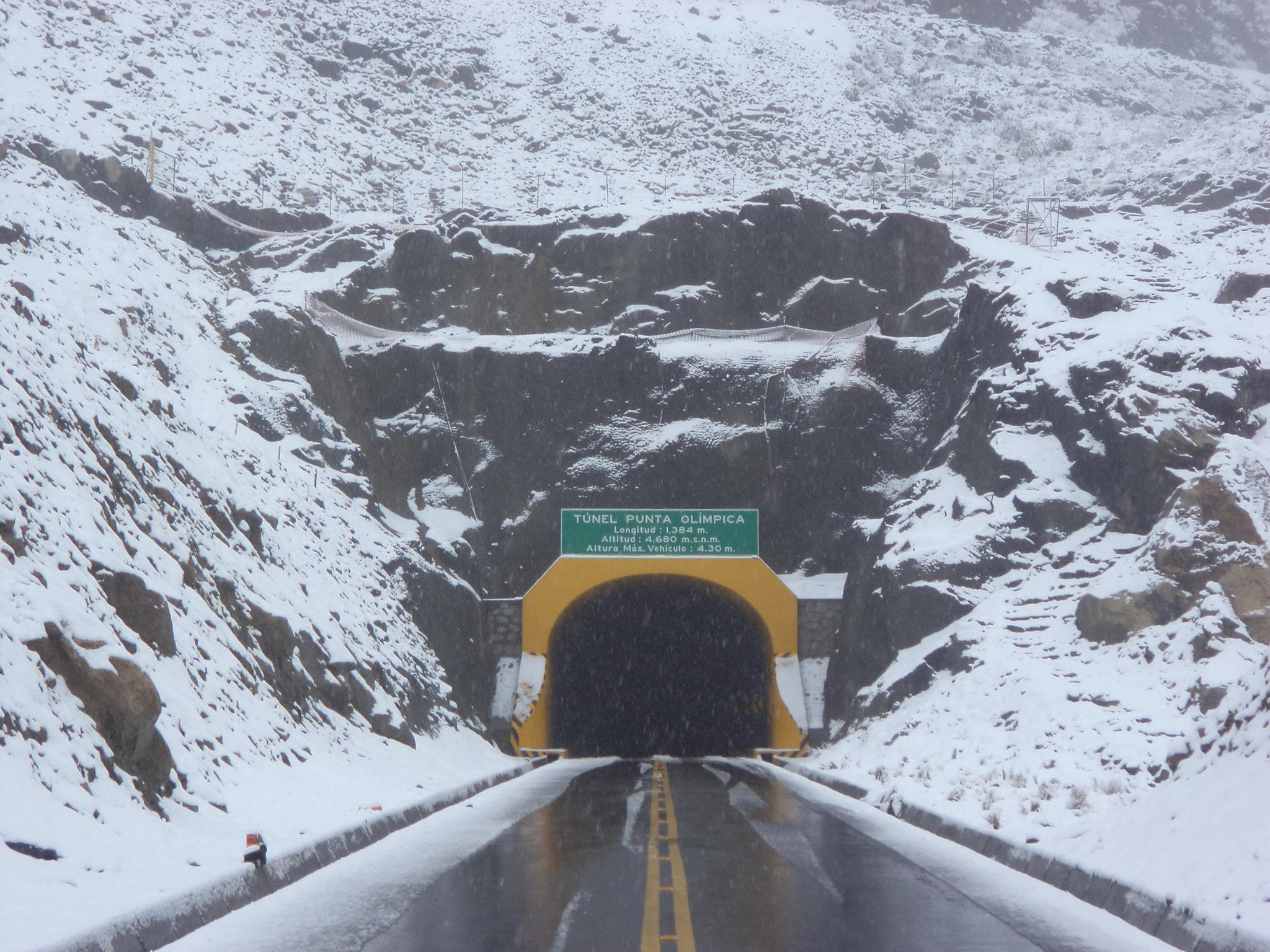
El túnel Punta Olímpica, nombrado así en honor a la victoria de Perú sobre Austria en 1936.

En 1930, la Bicolor fue invitada a participar en la primera Copa Mundial de Fútbol, Perú integró el grupo C junto con las selecciones de Rumania y Uruguay, siendo derrotada en los dos encuentros que disputó, 1-0 contra el anfitrión y 3-1 contra los rumanos, este fue el encuentro en que se marcó el primer gol de Perú en la historia de los mundiales, marcado por Luis de Souza en el minuto 75.
La selección peruana se inscribió para participar en la eliminatoria rumbo al Mundial de 1934, realizado en Italia, junto con Argentina, Chile y Brasil. La selección sería agrupada junto con la selección brasileña a único partido en Río de Janeiro. La selección peruana respondió a la FIFA que tenía que ser agrupada junto a Chile. La FIFA no aceptó su pedido y decidió quedarse como quedó agrupada. La selección peruana no se presentó en Río de Janeiro debido a que el viaje era demasiado caro. 
Luego de un receso de seis años se llevó a cabo nuevamente el Campeonato Sudamericano de Selecciones y por segunda ocasión se realizó en el Perú. Fueron solo cuatro selecciones las que participaron: Argentina, Uruguay, Chile y el Perú como sede. La selección peruana inició su participación el 13 de enero con una derrota ante los charrúas. Siete días más tarde, fue derrotada nuevamente, esta vez a manos de Argentina, y el 26 de enero consiguió su única victoria del torneo, ante Chile por 1-0, y terminó en la tercera posición.
En los Juegos Olímpicos de Berlín 1936 auspiciada por el régimen nazi, la selección peruana alcanzó las semifinales luego de vencer a la selección de Finlandia por marcador de 7-3 y a la selección de Austria por 4-2, luego de ir perdiendo por 2-0 y empatando en los últimos quince minutos del tiempo reglamentario. Ya en el tiempo extra, Perú logró anotar dos goles más, obteniendo la victoria. Sin embargo, la entonces Austria  nazi, protestó ante la FIFA y esta ordenó disputar un encuentro de revancha sin espectadores debido a que, según los austríacos, hinchas peruanos invadieron el campo de juego durante el partido, situación ante la cual el Gobierno peruano decidió que toda la delegación peruana abandonara los Juegos Olímpicos ante lo que ellos consideraban una falta de respeto y falta al espíritu deportivo, la FIFA dio como como ganadores del encuentro a los austriacos; en Perú, dicha afrenta fue ampliamente criticada y se hicieron homenajes a los seleccionados como justos ganadores, en Áncash, se bautizó a uno de sus picos montañosos como Punta Olímpica en homenaje a dicha victoria.

### Copa América Perú 1939

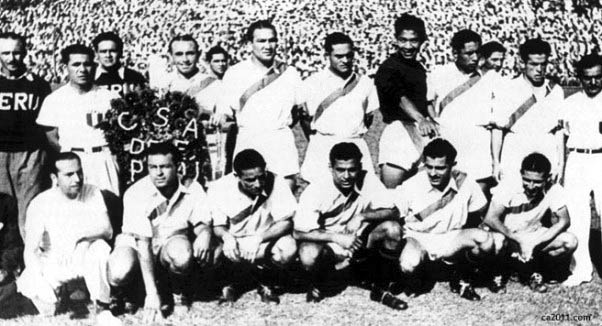
Plantel campeón de la Copa América de 1939.

En 1938, con la mayoría de los futbolistas olímpicos y tras vencer con facilidad a las selecciones de Colombia, Ecuador, Bolivia y Panamá, Perú obtuvo la medalla de oro en los I Juegos Bolivarianos, anotando 18 goles en los cuatro encuentros. Sin embargo, recién en 1939, consiguió su primer título internacional de gran envergadura: el Campeonato Sudamericano que se realizó en la ciudad de Lima. La selección disputó cuatro encuentros en el campeonato y los ganó todos, 5-2 a Ecuador, 3-1 a Chile, 3-0 a Paraguay y 2-1 a Uruguay en el último encuentro. El artillero peruano Teodoro Fernández Meyzán fue el goleador del campeonato con siete tantos, además de ser elegido como el mejor futbolista del torneo.
El Campeonato Sudamericano de Selecciones 1939 fue la 15.ª edición del Campeonato Sudamericano de Selecciones, competición que posteriormente sería denominada como Copa América y que es el principal torneo internacional de fútbol por selecciones nacionales en América del Sur. Se desarrolló en Lima, Perú, entre el 15 de enero y el 12 de febrero de 1939. Esta vez fueron seis los seleccionados que disputaron el campeonato: Perú, Uruguay, Paraguay, Chile, Ecuador y Colombia. Por primera vez, desde el comienzo de la competencia, Argentina no estuvo presente. Tampoco fue Brasil, pero la copa tuvo un nuevo participante: Ecuador.

#### Plantel campeón de la Copa América 1939
| - Arqueros - Juan Honores - Juan Valdivieso | - Defensores - Arturo Fernández - Raúl Chappell - Juan Quispe - Enrique Perales - Rafael León | - Mediocampistas - Segundo Castillo - Jorge Parró - Pablo Pasache - Carlos Tovar - Orestes Jordán | - Delanteros - Jorge Alcalde - Teodoro Fernández - Víctor Bielich - Alberto Baldovino - Teodoro Alcalde - Adelfo Magallanes - César Socarraz - Feder Larios - Pedro Reyes - Pedro Ibáñez - Arturo Paredes |

- D. T.: Jack Greenwell

### Período con altos y bajos (1940-1969)

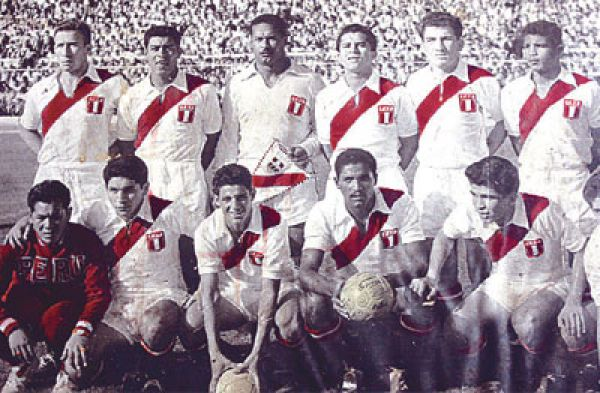
Plantilla del seleccionado de 1959

Durante los años 40 no consiguió títulos importantes. La disminución de eficacia de la selección nacional fue más evidente durante los Campeonatos Sudamericanos de la década de 1940 aun así, obtuvo nuevamente la medalla de oro en los II Juegos Bolivarianos de 1947.
Para el Mundial de 1950 a realizarse en Brasil, la FIFA determinó por primera vez, que se jugara un proceso eliminatorio. En Sudamérica se formaron dos grupos. El primero lo integraban Argentina, Colombia, Bolivia y Chile, y el segundo Ecuador, Paraguay, Perú y Uruguay. Pero el combinado desistió su participación por orden del dictador Manuel Odría. También se retirarían Argentina, Colombia y Ecuador. 
En la década de 1950, volvió a ser un importante protagonista del fútbol sudamericano. Jugadores como Alberto Terry, Guillermo Barbadillo, Valeriano López, Félix Castillo y Óscar Gómez Sánchez contribuyeron a la competitividad del seleccionado a lo largo de esos años. En 1952, participó en la primera edición del Campeonato Panamericano de Fútbol, que se llevó a cabo en la ciudad de Santiago de Chile, culminando su participación dos victorias frente a Panamá y México, dos derrotas con Uruguay y Chile y empate con Brasil, ubicándose en la cuarta posición del campeonato.
Para la Copa Mundial de Fútbol de 1954, Perú no participó en el proceso eliminatorio. Un año después, en el Campeonato Sudamericano, el equipo nacional ocupó el tercer puesto. Sin embargo, en la edición de 1956, ocupó el último lugar, al no haber obtenido ninguna victoria. La selección tuvo una ligera recuperación a finales de la década, alcanzando el cuarto lugar en los Campeonatos Sudamericanos de 1957 y 1959.
Para la clasificación para la Copa Mundial de Fútbol de 1958, la selección peruana sería agrupada junto las selecciones de Brasil y Venezuela. Caería contra la selección brasileña por global de 2-1, quedando eliminada de la competición.
En 1961, el combinado inca disputó un cupo clasificatorio para la Copa Mundial de Fútbol de 1962 ante Colombia siendo derrotado con el global de 2-1. En el Campeonato Sudamericano 1963, ocupó el quinto lugar tras haber sumado cinco puntos producto de dos victorias, un empate y dos derrotas.
Para las eliminatorias para la Copa Mundial de Fútbol de 1966, formó parte del grupo 1, junto con Uruguay y Venezuela. Obteniendo dos victorias ante Venezuela, mientras que ante los uruguayos no consiguió victorias. Así, ocupó el segundo lugar de su grupo, perdiendo nuevamente la clasificación para la Copa Mundial.

### La generación dorada (1969-1982)

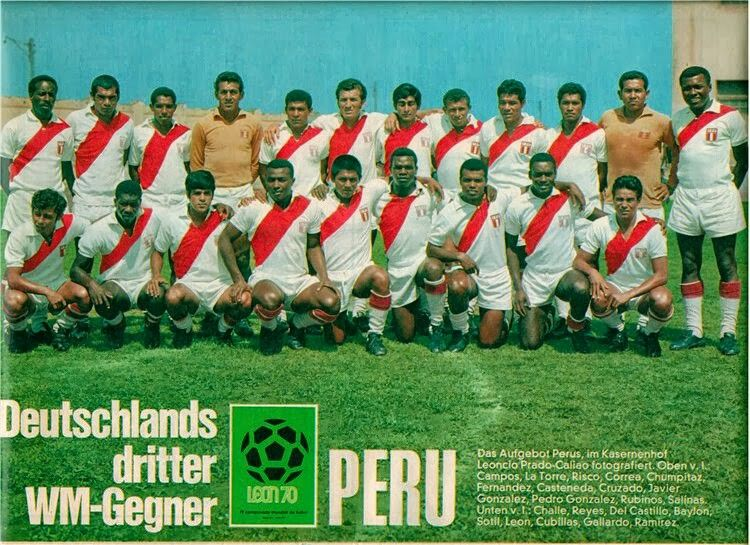
Plantel peruano durante el mundial México 70.

El 31 de agosto de 1969, la selección peruana enfrentó a su similar de Argentina en la Bombonera, encuentro que se dio en el marco de las eliminatorias para la Copa Mundial de Fútbol de 1970. Perú venía de vencer 1-0 a los rioplatenses y 3-0 a los bolivianos en Lima. Tras perder en La Paz, necesitaba solo un empate para clasificar para el Mundial, dejando fuera de competición a bolivianos y argentinos. Ese día Perú logró empatar 2-2 con goles de Oswaldo Ramírez. y la Blanquirroja obtuvo su clasificación para la Copa Mundial de Fútbol de 1970.
En la Copa del Mundo, formó parte del grupo 4 junto con las selecciones de Alemania Federal, Bulgaria y Marruecos. En el primer encuentro, consiguió una victoria por 3-2 ante Bulgaria luego de ir perdiendo 2-0, siendo los goles peruanos anotados por Alberto Gallardo, Héctor Chumpitaz y Teófilo Cubillas. En su segundo encuentro nuevamente obtuvo una victoria tras vencer cómodamente por 3-0 a Marruecos, con dos goles de Teófilo Cubillas y uno de Roberto Chale, mientras que en el último encuentro de la fase de grupos fue derrotada por Alemania Federal por marcador de 3-1, ocupando el segundo lugar de su grupo con 4 puntos y logrando la clasificación para los cuartos de final. En dicha fase, la selección fue eliminada por Brasil, que finalmente resultó campeón del torneo.

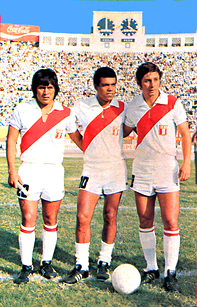
De izquierda a derecha: Hugo Sotil, Teófilo Cubillas y Roberto Chale en el Estadio Nacional en 1973.

#### Copa América 1975

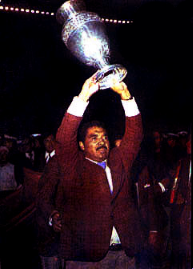
El técnico Marcos Calderón con la Copa América de 1975

Tras la desilusión de no haber conseguido clasificar para la Copa Mundial de Fútbol de 1974, al año siguiente durante la Copa América que se disputó sin tener una sede fija y con un formato de encuentros de ida y vuelta, Perú fue agrupada junto con Chile y Bolivia. Al lograr tres victorias y un empate, clasificó para las semifinales junto con las selecciones de Colombia, Brasil y Uruguay.
En las semifinales se enfrentó a Brasil, obteniendo en el encuentro de ida en Belo Horizonte una victoria por 3-1 de visitante con un doblete de Enrique Casaretto (único jugador peruano en anotarle dos goles en un solo partido y de visita) y uno de Teófilo Cubillas. En el encuentro de vuelta disputado en Lima, la Canarinha venció por 2-0, y la igualdad en la diferencia de goles implicó que se decidiera al clasificado mediante sorteo, el cual fue ganado por el Perú. La final la disputó ante Colombia que previamente había vencido por marcador global de 3-1 a Uruguay. El primer encuentro se disputó en Bogotá con victoria para Colombia por 1-0, mientras que en el encuentro de vuelta en Lima la Rojiblanca ganó por 2-0, merced a lo que Perú debió llevarse el título por diferencia de goles en términos actuales, pero eso no estaba especificado en aquellos años, por lo que se tuvo que disputar un encuentro extra el 28 de octubre de 1975 en la ciudad de Caracas.
Perú venció 1-0 con gol de Hugo Sotil en el minuto 25 del primer tiempo. Los delanteros Juan Carlos Oblitas y Oswaldo Ramírez fueron los goleadores de la selección con tres tantos cada uno y Teófilo Cubillas fue elegido como el mejor futbolista del campeonato.
El estreno de la Blanquirroja en la competición se dio el 17 de julio de 1975 ante su clásico rival Chile que quedó con un empate 1-1 en Santiago. Cinco días más tarde sumó su primera victoria ante Bolivia por primera vez en condición de visitante de 1-0, el 7 de agosto volvió a derrotar a Bolivia por 3-1 en Lima y en su último partido goleo Chile por 3-1, cerrando su participación con 3 victorias y 1 empate con 7 puntos.
Plantel campeón de la Copa América 1975
| - Arqueros - Ottorino Sartor - Eusebio Acasuzo - José González | - Defensores - Rubén Toribio Díaz - Héctor Chumpitaz - Julio Meléndez - Eleazar Soria - José Navarro - Santiago Ojeda | - Mediocampistas - Alfredo Quesada - José Velásquez - Julio Aparicio - Teófilo Cubillas - Raúl Párraga - César Cueto - Pedro Ruiz | - Delanteros - Gerónimo Barbadillo - Hugo Sotil - Enrique Cassaretto - Juan Carlos Oblitas - Percy Rojas - Oswaldo Ramírez |

- D. T.: Marcos Calderón

#### Argentina 1978 y España 1982
En las eliminatorias para la Copa Mundial de Fútbol de 1978, Perú formó parte del grupo 3 junto con las selecciones de Chile y Ecuador, disputando cuatro encuentros de los cuales ganó dos en Lima 4-0 a Ecuador y 2-0 a Chile y empató los otros dos de visita, sumando así seis puntos y pasando a la siguiente ronda de manera invicta. En la ronda final, se enfrentó a Brasil, con el que perdió por 1-0, y luego se midió ante Bolivia, a la cual venció por marcador de 5-0, consiguiendo de esta forma su segunda clasificación para una Copa del Mundo.

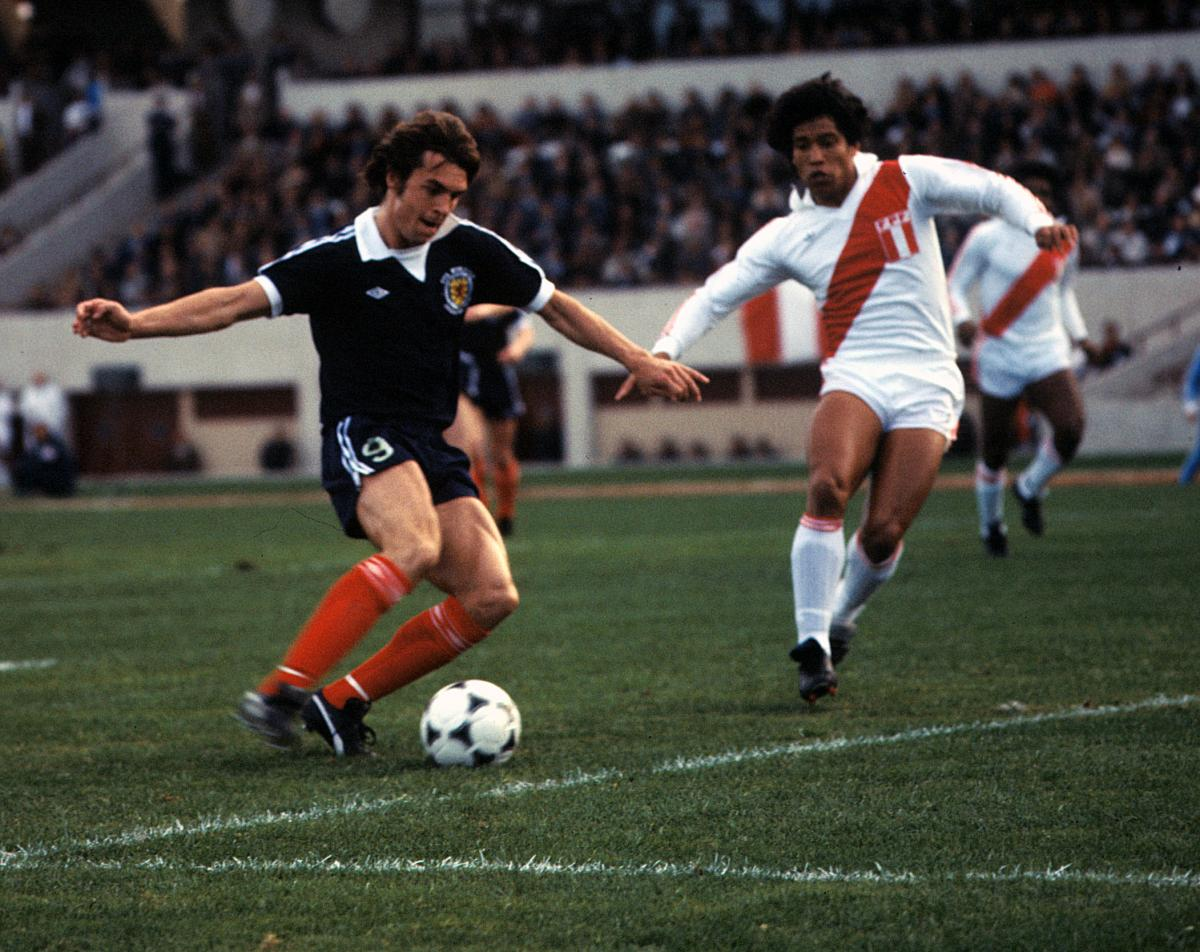
Rubén Toribio Díaz frente a Joe Jordan de Escocia, en la copa mundial de 1978.

En el primer encuentro, venció a Escocia (uno de los equipos favoritos para obtener el campeonato) por 3-1, el segundo encuentro fue un empate a cero goles ante los Países Bajos y finalmente venció por 4-1 a la selección de Irán, que participaba por primera vez en un mundial de fútbol. Ya en la segunda fase, el combinado peruano integró el grupo 2 junto con Brasil (perdió 3-0), Polonia (perdió 1-0) y Argentina (perdió 6-0), en una de las presentaciones más polémicas y vergonzosas de la historia del balompié nacional. En la Copa América 1979, la selección peruana, por ser la campeona vigente del torneo, avanzó directamente a las semifinales para enfrentarse a Chile, siendo eliminada tras una derrota en Lima por 1-2 y un empate 0-0 en Santiago.
En las eliminatorias para la Copa Mundial de Fútbol de 1982, Perú enfrentó en su grupo a Colombia y Uruguay, los segundos habiendo ganado recientemente el Mundialito realizado en su país. El 26 de julio de 1981, disputó el primer encuentro de su grupo ante Colombia en la ciudad de Bogotá, donde consiguió un empate 1-1, luego recibió en Lima al mismo rival y esta vez lo derrotó por 2-0. Posteriormente se disputaron los encuentros ante Uruguay, primero en Montevideo donde logró una victoria por 2-1, mientras que en el encuentro de vuelta Perú clasificó para la Copa Mundial de Fútbol de 1982 luego de empatar 0-0 en Lima.
En España 1982, la selección integró el grupo A del mundial junto con Italia, Camerún y Polonia. cerrando su participación el último lugar con 2 puntos, 2 empates ante Camerún e Italia y una derrota frente a Polonia.

### Los 27 años de crisis (1983-2010)
Para su clasificación a México 86, Perú necesitaba vencer a Argentina tanto de local como de visitante. En Lima, obtuvo una victoria por marcador de 1-0 con un gol de Oblitas. En Buenos Aires, vencía 2-1 a los gauchos hasta el minuto 80, cuando luego de una acción individual de Daniel Passarella y un gol de Ricardo Gareca, la selección argentina logró igualar el marcador y clasificar al mundial.
Su bajo rendimiento se hizo más notorio desde la Copa América 1987 y 1989, en las cuales no pasó de la primera fase. Jugó las eliminatorias para Italia 1990 disputando 4 encuentros y finalizando sin puntos, con 8 goles en contra y solo 2 a favor, esta fue la peor participación de Perú en un proceso de clasificación. Con nula aparición de jugadores destacados, tres años después, ocupó el primer lugar de su grupo en la Copa América 1993 tras una victoria y dos empates, sin embargo fue eliminado en los cuartos de final por México. 
Durante las eliminatorias para los mundiales de 1990 y 1994, solamente obtuvo un empate y 9 derrotas contando ambos procesos. En la Copa América 1995, fue eliminada en primera fase con un empate y dos derrotas, mientras que en la Copa América 1997 fue eliminado por Brasil en semifinales con el marcador de 7-0, lo que constituye la derrota más abultada en toda su historia hasta el momento. Luego, se enfrentó a México por el tercer puesto, aunque nuevamente fue derrotada.
En 1998 fue eliminada por Chile en las clasificatorias rumbo al mundial de Francia. Un año después, ocupó el segundo lugar en su grupo tras vencer a Japón y Bolivia, y avanzaría a los cuartos de final, siendo eliminado por México en tanda de penales.

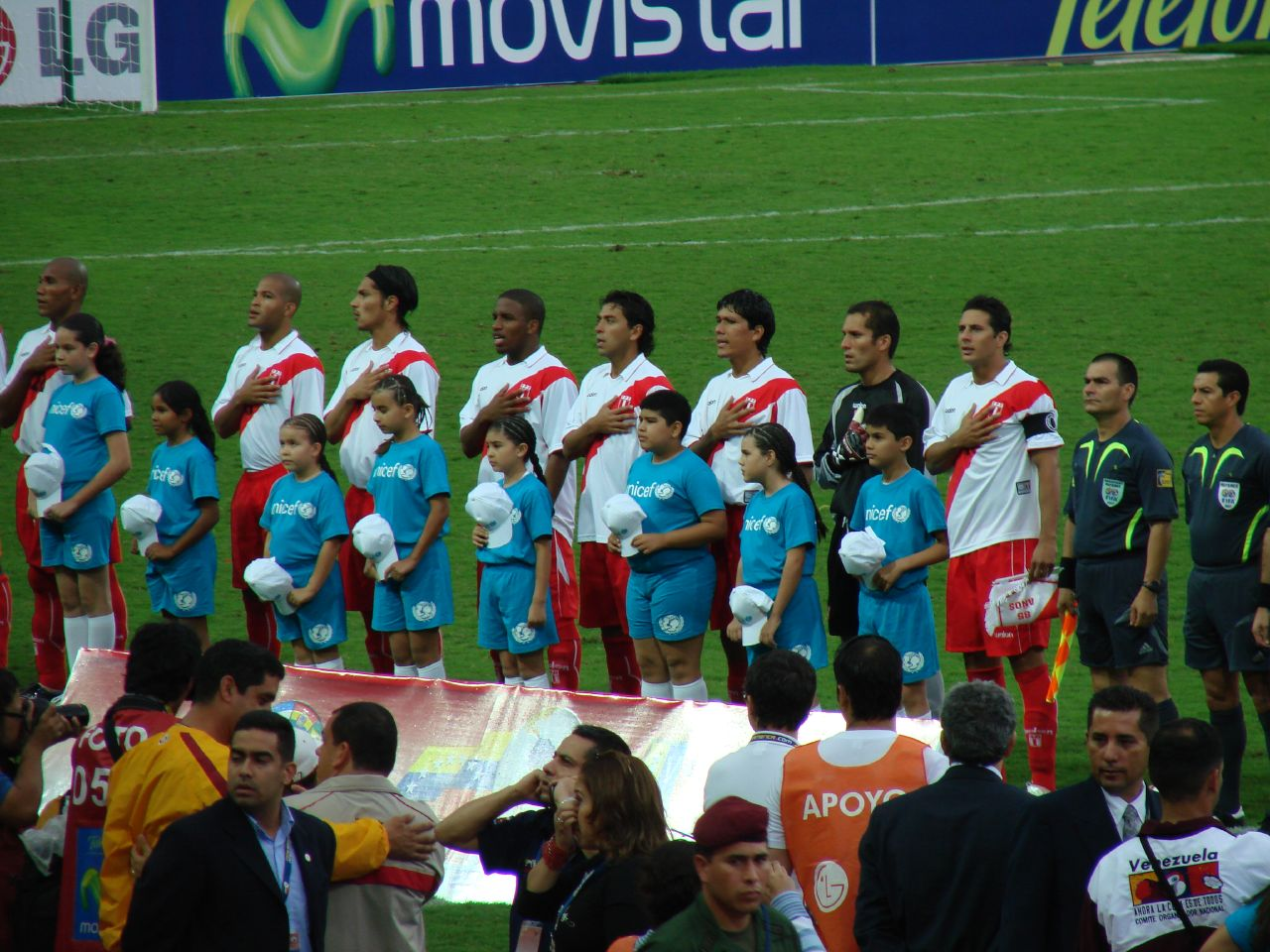
Plantel previo al partido contra Venezuela en la Copa América 2007.

En las eliminatorias para la Copa Mundial de Fútbol de 2002, quedó en octavo lugar con dieciséis puntos, producto de cuatro victorias, cuatro empates y diez derrotas a once puntos del cupo que daba el repechaje. En el año 2004, el Perú fue sede de la Copa América que, a la postre, ganaría Brasil. En la primera fase, el equipo local venció 3-1 a Venezuela y empató 2-2 con Bolivia y con Colombia. Finalmente, la Rojiblanca fue eliminada del torneo al caer 1-0 ante Argentina gracias a una anotación de tiro libre de Carlos Tévez. En las eliminatorias para la Copa Mundial de Fútbol de 2006, no consiguió el objetivo de clasificar para el Mundial bajo la tutela de los técnicos Paulo Autuori y luego Freddy Ternero ocupando el penúltimo lugar con tan solo 18 puntos, superando únicamente a Bolivia.
En la Copa América 2007 organizada por los venezolanos. fue elegido Julio César Uribe como director técnico, y el combinado peruano inició su participación con una victoria por 3-0 sobre Uruguay, luego se trasladaron a la ciudad de San Cristóbal para enfrentar a los locales, siendo derrotados por 2-0, mientras que en su último encuentro empataron 2-2 ante Bolivia, consiguiendo de esta manera su pase a los cuartos de final, donde fueron eliminados por Argentina por marcador de 4-0.

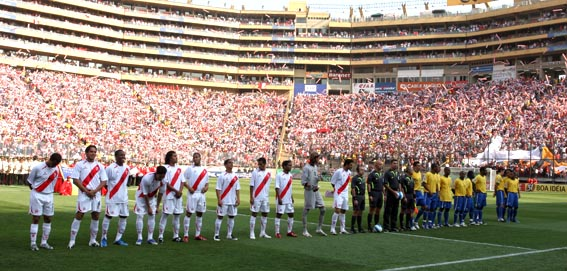
Planteles de Perú y Brasil en el estadio Monumental (2007).

Durante las 6 primeras jornadas del proceso clasificatorio para la Copa Mundial de Fútbol de 2010, sumó apenas tres puntos, aunado a los actos de indisciplina de algunos de los futbolistas peruanos mientras se encontraban en la concentración del seleccionado en el Hotel Golf Los Incas, luego del empate 1-1 con Brasil en Lima. El suceso habría tenido influencia en el siguiente encuentro contra Ecuador, en el que la selección cayó 5-1. Debido a ello, el entonces entrenador Guillermo del Solar, decidió suspender y no convocar más a los involucrados. Luego de ese suceso, Perú sufrió derrotas adversas, destacando el partido contra Uruguay (6-0) en junio de 2008, Perdieron 6 partidos de manera consecutiva, cerrando así una de las peores clasificatorias de su historia en el último lugar de la tabla con solo 13 puntos obtenidos.

### El resurgimiento (2011-2015)

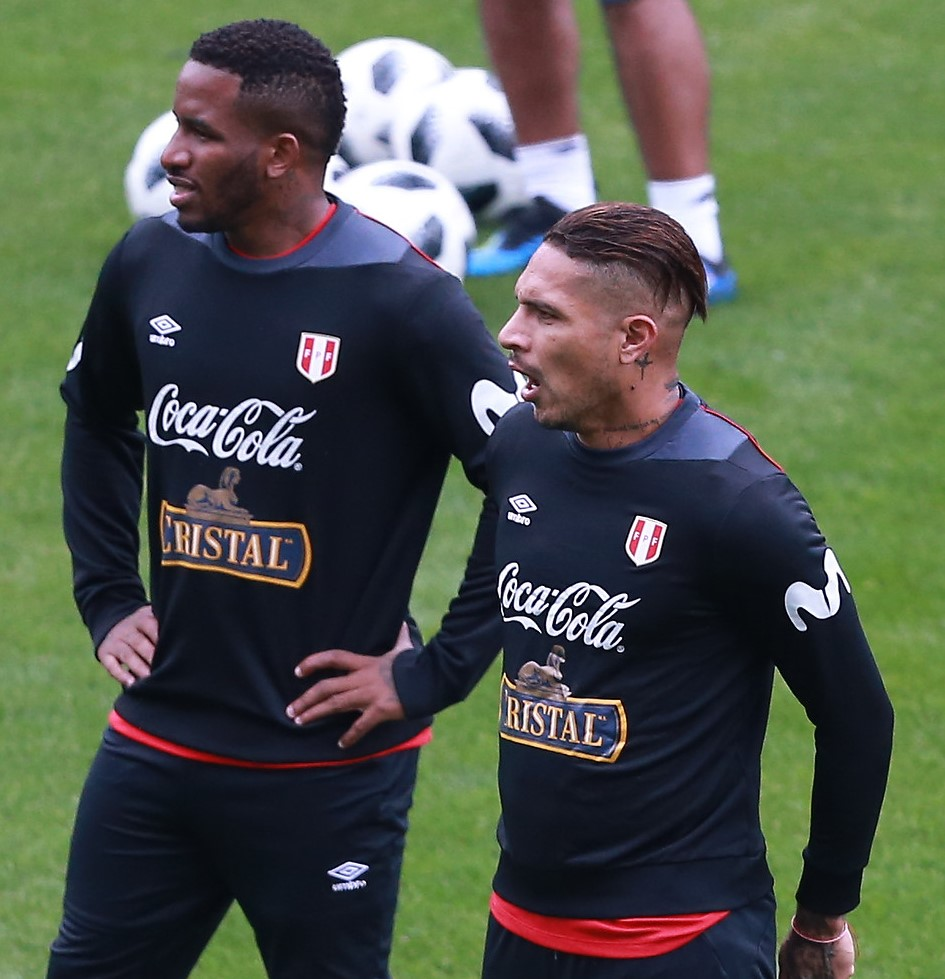
Paolo Guerrero y Jefferson Farfán se alzarían como referentes en la selección desde el año 2010.

Tras las eliminatorias para el Mundial de 2010, los dirigentes de la FPF anunciaron, en julio de 2010, la contratación del técnico uruguayo Sergio Markarián, quien había dirigido a los clubes peruanos Universitario de Deportes y Sporting Cristal. Dentro de su plan de trabajo, convocó nuevamente a los jugadores suspendidos del caso Golf Los Incas: Santiago Acasiete, Claudio Pizarro y Jefferson Farfán.
En la Copa América 2011, clasificó como mejor tercero de los grupos a cuartos de final, donde enfrentó a la selección de Colombia a la que venció por 2-0 en tiempo extra. En la siguiente ronda, enfrentaron, por segunda ocasión, al seleccionado de Uruguay, con el que perdieron por 2-0. En el encuentro por el tercer lugar, el conjunto peruano enfrentó a Venezuela, el partido terminó con una victoria por 4-1, con tres goles de Paolo Guerrero y uno de Willian Chiroque, quedándose con la medalla de bronce tras 28 años. El goleador del equipo, así como también del torneo, fue Paolo Guerrero con cinco anotaciones.
Después de la fecha 14 de las eliminatorias, Perú se encontraba a dos puntos de zona de repechaje, Uruguay, a quienes se le enfrentaría en la siguiente jornada, en Lima. Tras perder 1-2 se esfumó casi cualquier posibilidad de asistir a la cita mundialista. Después de que Markarián dejó la Blanquirroja a finales de 2013. De la camada de futbolistas que debutaron con Markarian, destacan Yoshimar Yotún, André Carrillo y Luis Advíncula, quienes se convertirían, años después, en baluartes de la defensa y volante peruana.
Con el retiro de la postulación de Manuel Burga a la reelección del cargo de presidente de la FPF, tras doce años en el cargo, se eligió al empresario Edwin Oviedo como nuevo presidente, quien había sido presidente del club Juan Aurich.

### La era Gareca y la generación Rusia 18 (2015-2022)
En marzo de 2015, la FPF presentó al técnico argentino Ricardo Gareca como el nuevo entrenador de la selección, hasta finales del año 2017. El contrato estipulaba que en caso de que Perú clasifique para el Mundial de Rusia 2018, automáticamente se le renovaría el contrato hasta la conclusión de dicha competición.
En la Copa América 2015, la selección obtuvo la medalla de bronce. En fase de grupos perdió ante Brasil por 1-2, derrotó a Venezuela por la mínima diferencia con gol del capitán de esa edición Claudio Pizarro y empató con Colombia sin goles, clasificando para cuartos de final, donde se enfrentaría a Bolivia ganando 3-1 con un triplete de Guerrero que lo hizo por segunda Copa consecutiva. En semifinales Perú se enfrentó al local Chile perdiendo 2-1. En el partido por el tercer puesto se enfrentó ante Paraguay ganando 2-0 con goles de André Carrillo en el minuto 48 y de Paolo Guerrero en el minuto 88, convirtiendo a este último nuevamente el goleador de una edición de la Copa América con 4 tantos junto con el chileno Eduardo Vargas.
Para la Copa América Centenario, que por primera vez contaba con equipos participantes de la Conmebol y Concacaf, Ricardo Gareca armó un equipo B, con solo 6 referentes internacionales. En la fase de grupos, derrotó por 1-0 a Haití, empató 2-2 ante Ecuador y cerró su participación en la primera fase con una victoria por 1-0 ante Brasil, con polémico gol de mano del delantero Raúl Ruidíaz. Estos resultados le permitieron al elenco peruano clasificar para los cuartos de final, donde enfrentó a Colombia, empatando 0-0 en el tiempo reglamentario y siendo derrotado por 4-2 en la tanda de penaltis. 

#### Eliminatorias Rusia 2018: clasificación mundialista tras 36 años

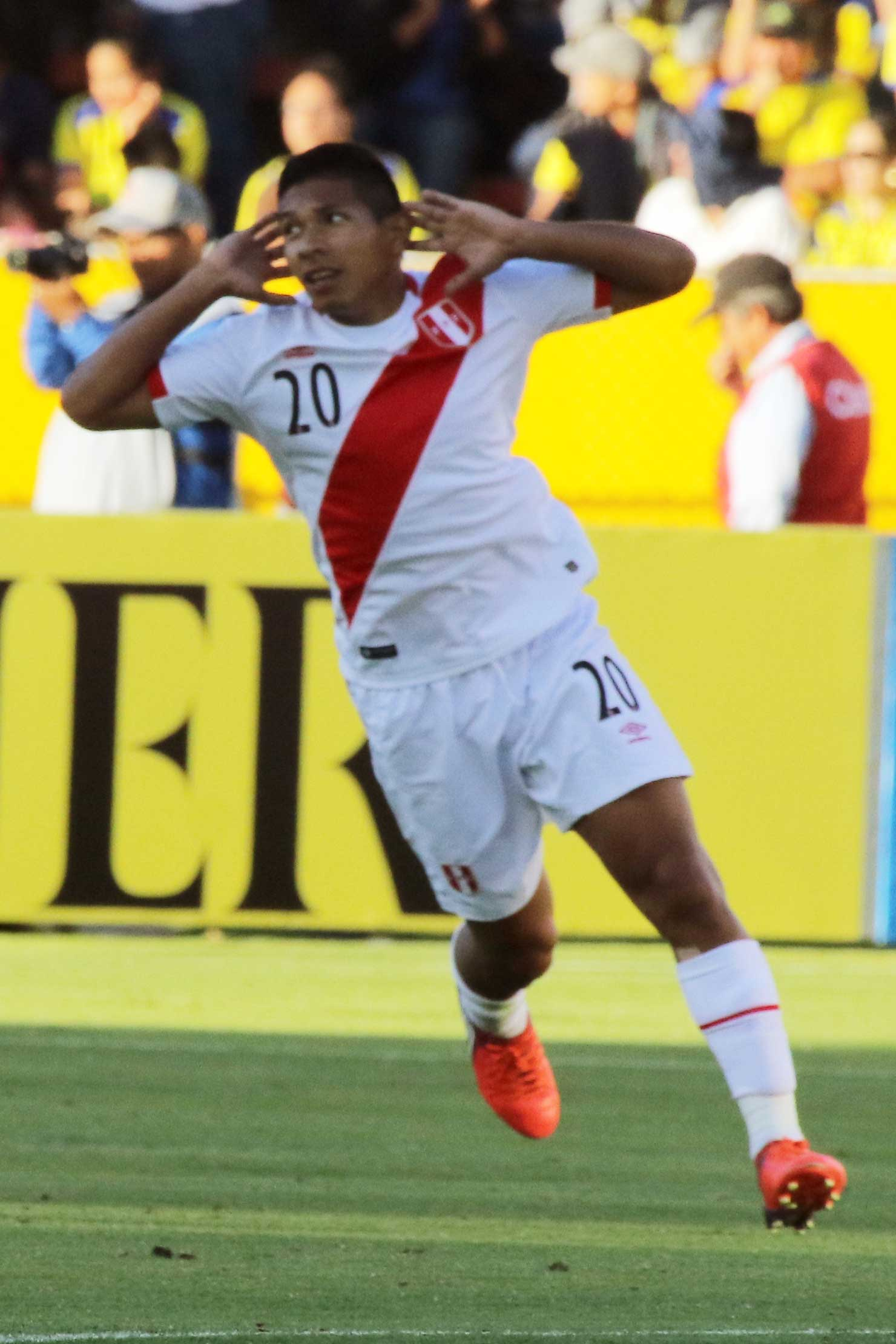
Edison Flores celebra el gol del triunfo en Quito, este resultado de visita fue determinante para la clasificación de la bicolor.

Las eliminatorias sudamericanas rumbo al Mundial de Rusia 2018 iniciaron en el mes de octubre de 2015, la selección peruana tuvo un mal arranque, ya que en las primeras 6 fechas solo había conseguido 4 puntos. Tras la Copa América Centenario, el equipo de Ricardo Gareca afrontó las fechas 7 y 8 de las eliminatorias rumbo a Rusia 2018 visitando a Bolivia, en La Paz, donde fueron derrotados por 2-0. Sin embargo, más adelante, la FPF, en conjunto con la Federación de Fútbol de Chile, demandó ante la FIFA la alineación indebida del futbolista paraguayo nacionalizado boliviano Nelson Cabrera, alegando que este aún no podía jugar para la selección de Bolivia. Ante esto, la FIFA decidió otorgarle la victoria a Perú y Chile sobre Bolivia con un marcador de 0-3. En las fechas 9 y 10 la selección peruana venció por 4-1 a Paraguay y cayo por 0-2 ante Brasil.
En 2017 la selección comenzó una racha de partidos invicto que le permitió subir en la tabla de posiciones de las eliminatorias y posteriormente clasificar para el Mundial. Primero, en el mes de marzo, empató con Venezuela por 2-2, y luego venció a Uruguay por 2-1 con goles de Paolo Guerrero y Edison Flores,. En la siguiente fecha doble, en el mes de septiembre, ganó a Bolivia por 2-1 con goles de Edison Flores y Christian Cueva, y terminaron la jornada con una victoria contra Ecuador en Quito por 2 a 1 con goles de Edison Flores y Paolo Hurtado.
En la última fecha, Perú empató con Colombia en Lima por 1-1 con un tiro libre indirecto de Paolo Guerrero. Como consecuencia de este resultado, y de las derrotas de Chile y Paraguay, la selección peruana quedó ubicada en el quinto puesto de la tabla de posiciones por delante de Chile debido a una mayor diferencia de goles. Esto le otorgó el derecho de disputar la repesca frente a la selección de Nueva Zelanda, ganadora de la 3.ª ronda de la clasificatoria de la OFC. En el partido de ida, el cuadro incaico empató sin goles en Wellington, mientras que en el partido de vuelta, jugado en el Estadio Nacional, Perú ganó 2-0 con goles de Jefferson Farfán y Christian Ramos. Así, Perú volvió a clasificar para una Copa del Mundo después de treinta y seis años. La selección cerró el año en el puesto 10° del ránking FIFA, que es la mejor posición alcanzada en su historia.

#### Copa Mundial de Rusia 2018

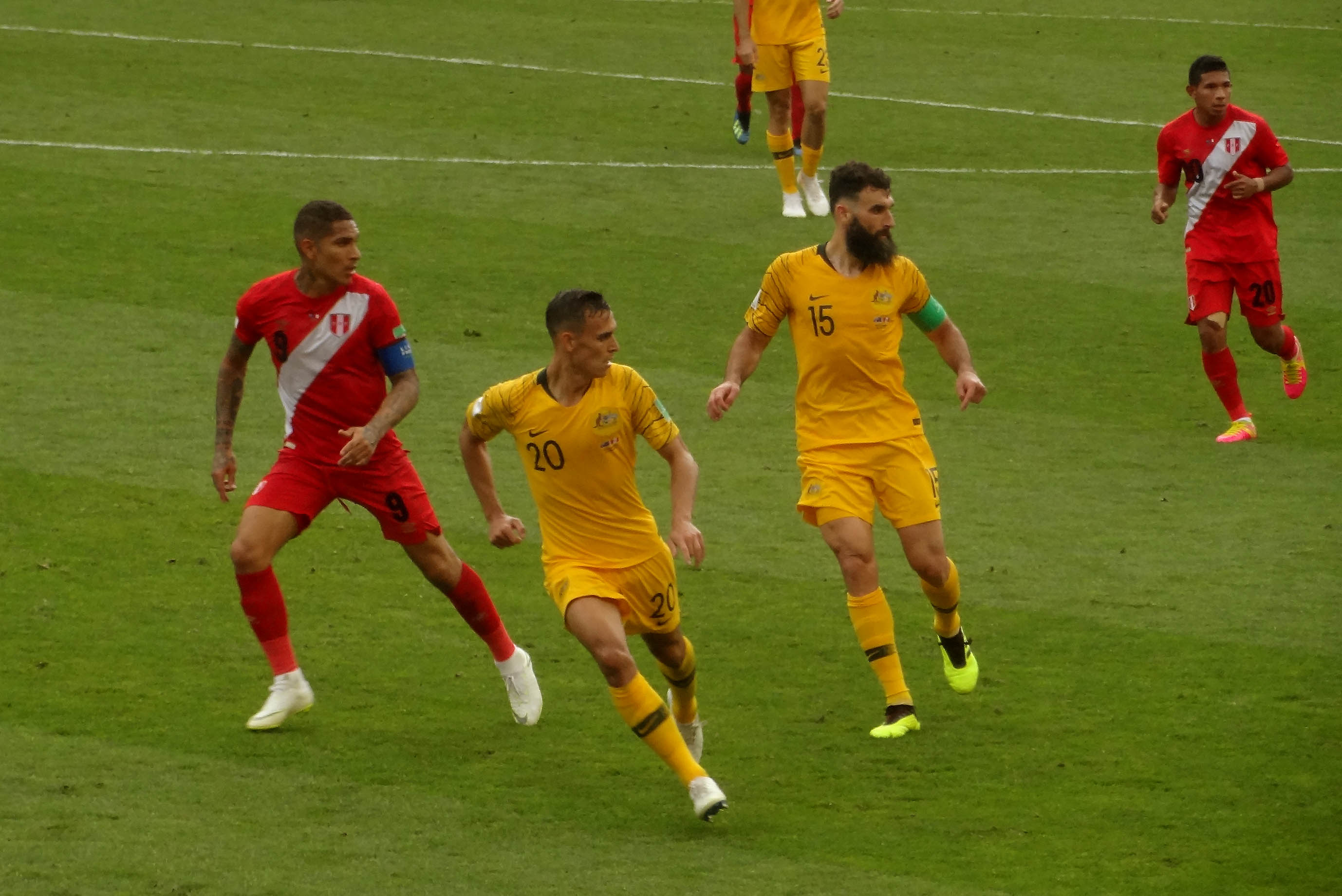
Paolo Guerrero y Edison Flores frente a Australia en el Estadio Olímpico de Sochi.

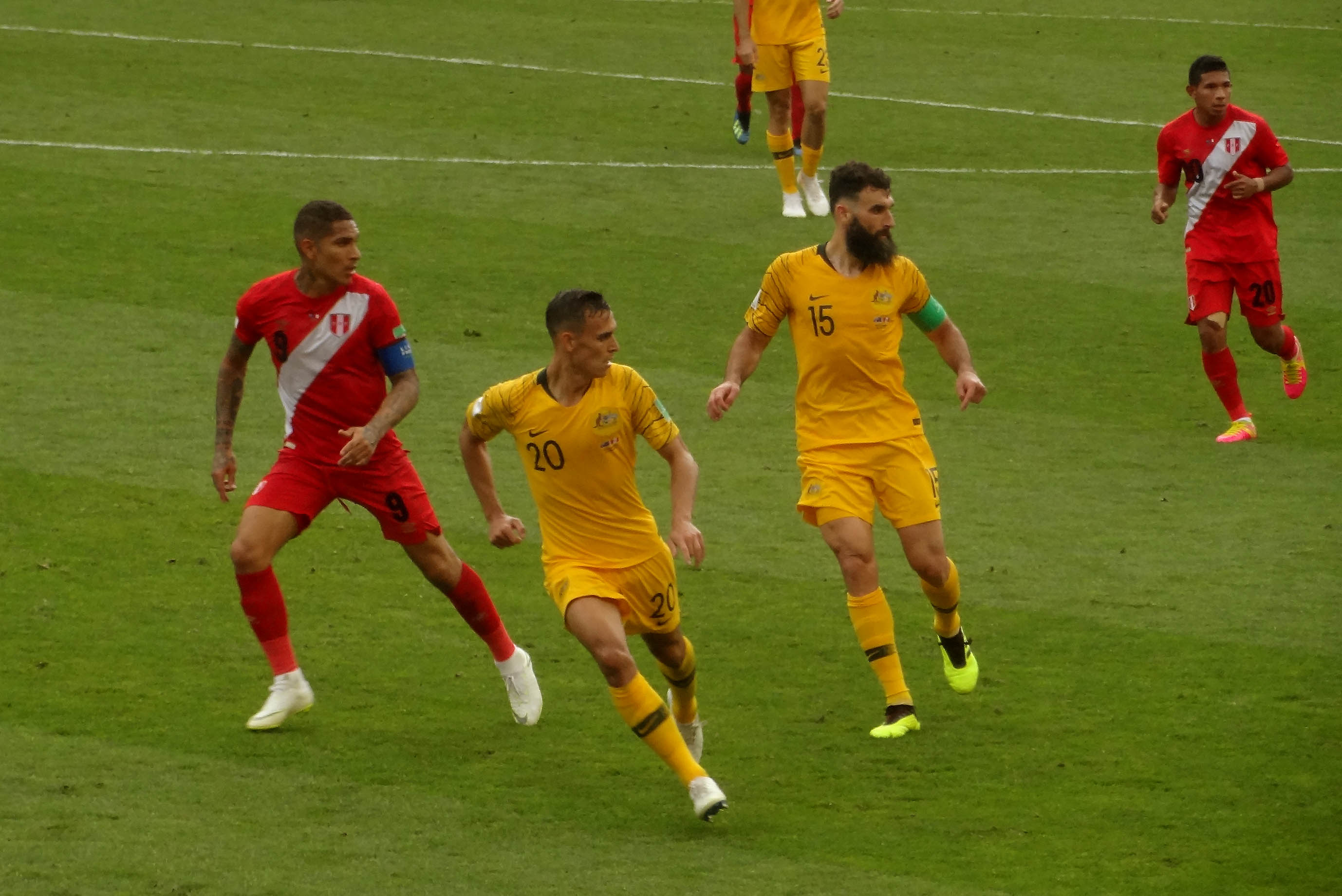
Partido entre Perú y Australia por la última fecha de la fase de grupos del Mundial de 2018.

El seleccionado peruano tuvo su sede de concentración en la ciudad de Moscú y se alojó en el Hotel Sheraton Moscow Sheremetyevo ubicado a un kilómetro del aeropuerto de Moscú-Sheremétievo. Así mismo, su campo de entrenamiento fue la Arena Jimki, sede del F. K. Jimki de la Liga Nacional de Fútbol de Rusia, la cual se encuentra ubicada a diez kilómetros de distancia del hotel de concentración.
Perú fue ubicado en el grupo C junto a las selecciones de Dinamarca, Francia (equipo que posteriormente consiguió el título mundial) y Australia. Perdió por 1-0 ante los equipos europeos, quedando eliminado del mundial. Más tarde, ganó 2-0 ante el conjunto de Oceanía con goles de André Carrillo y Paolo Guerrero, quedando en el tercer lugar del grupo C con 3 puntos, obteniendo una actuación aceptable y mostrando buen juego en el Mundial.

#### Finalista en la Copa América 2019

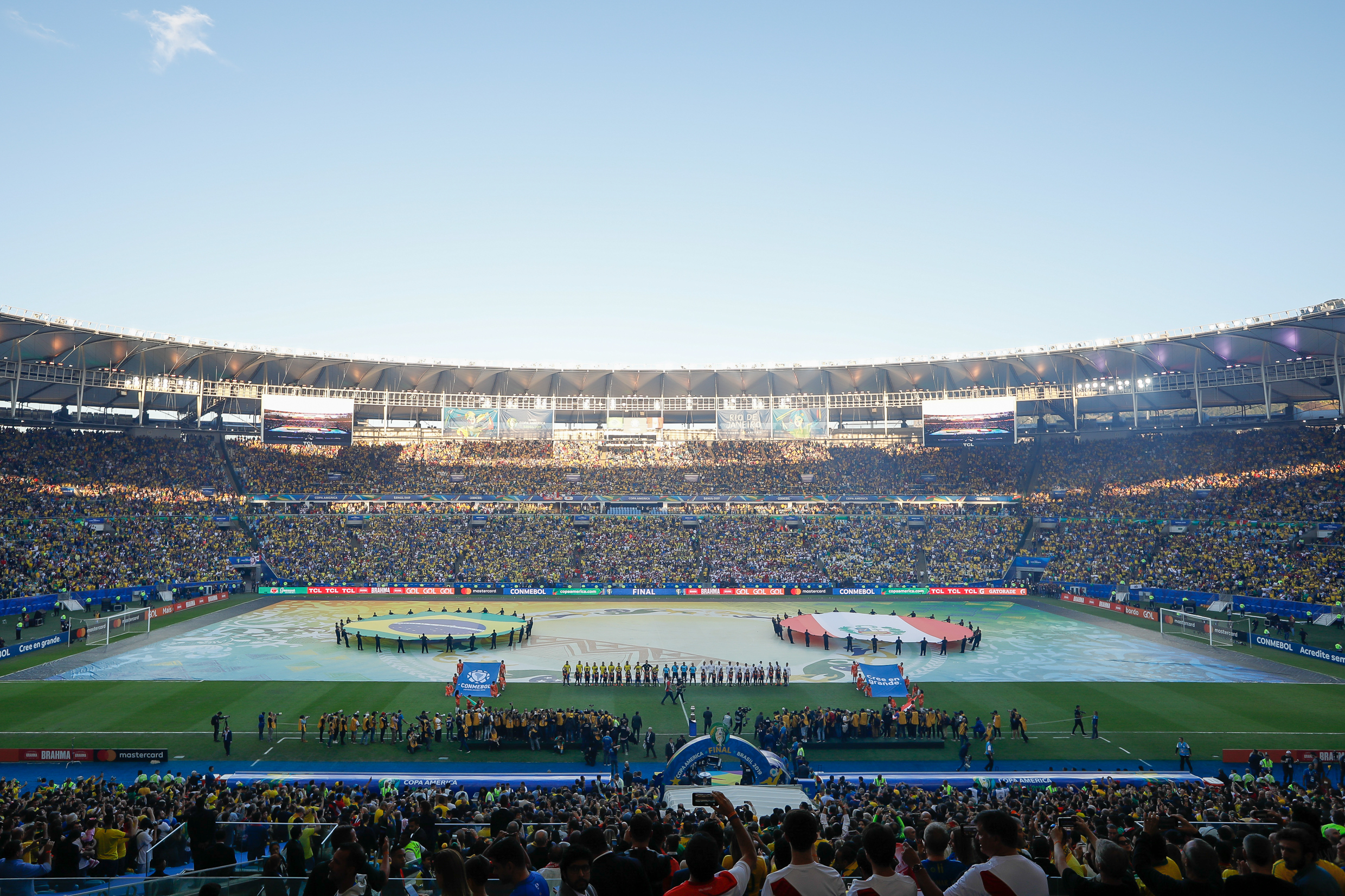
El Estadio Maracaná instantes antes de jugarse la final de la Copa América 2019 entre Brasil y Perú.

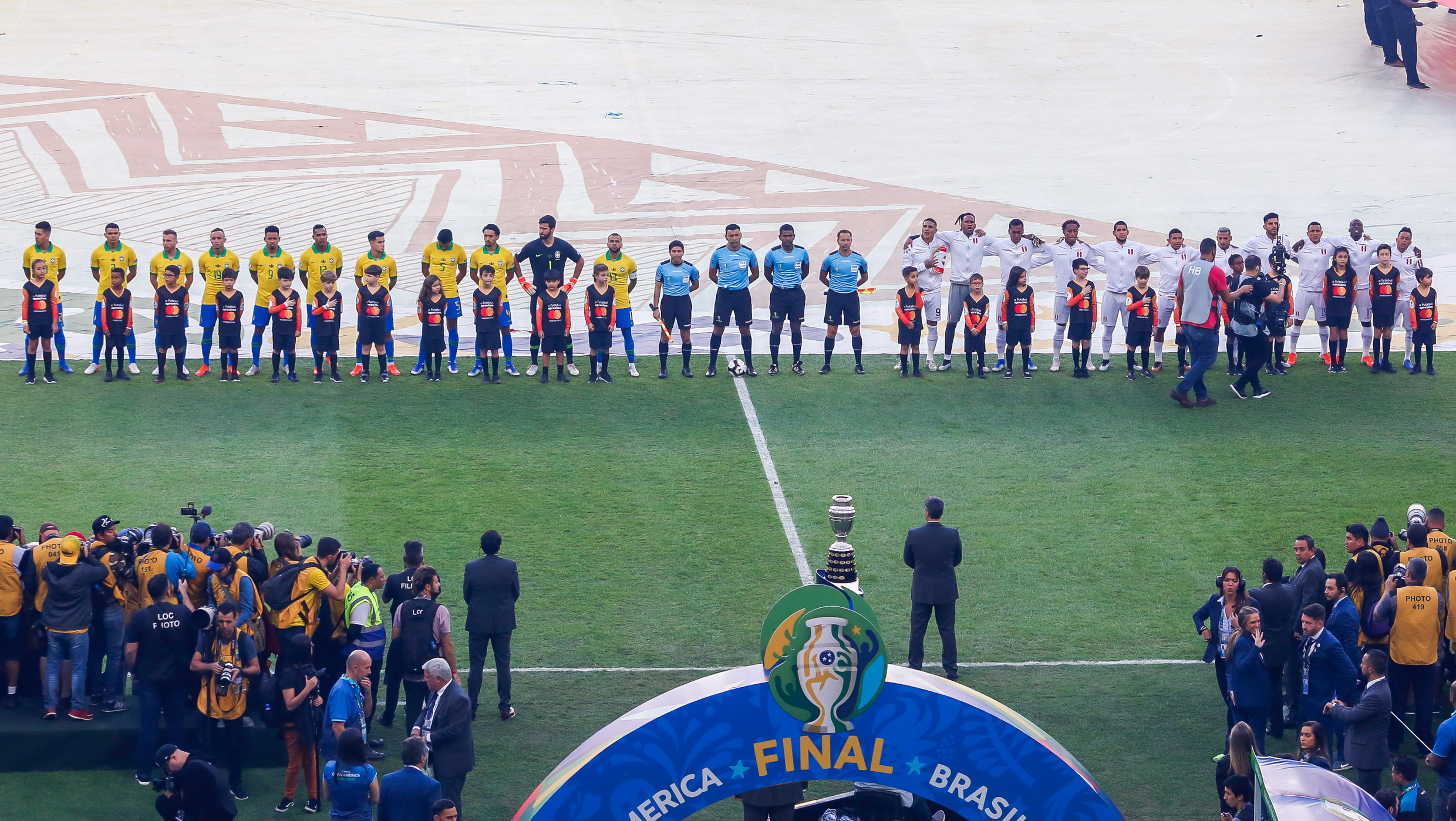
Plantillas de Brasil y Perú.

Para la Copa América 2019, la selección peruana quedó ubicada en el grupo A con el anfitrión Brasil, Venezuela y Bolivia. El 15 de junio, la selección hizo su debut en el torneo ante Venezuela en el Arena do Grêmio de Porto Alegre, el resultado fue un 0-0. El 18 de junio, se enfrentó a Bolivia en el Estadio Maracaná, donde lo derrotó por 3-1 con goles de Paolo Guerrero, Jefferson Farfán y Edison Flores. Luego, la selección cayó por 5-0 contra el local Brasil por la tercera y última fecha de la fase de grupos, así la selección terminó la fase de grupos con 4 puntos y accedió a la siguiente fase como mejor tercero.
El 29 de junio, Perú se midió ante Uruguay en el Arena Fonte Nova de Salvador de Bahía, por los cuartos de final, en un duelo que terminó igualado 0-0 en los 90 minutos, y que se tuvo que definir por la tanda de penales, clasificando para semifinales al vencer al equipo charrúa por 5-4 en los penales. El 3 de julio, la selección enfrentó a Chile, vigente bicampeón de América, por la segunda llave de semifinales, en el Arena do Grêmio de Porto Alegre, imponiéndose por 3-0 con tantos de Edison Flores, Yoshimar Yotún y Paolo Guerrero, así la Blanquirroja volvió a una final del torneo después de 44 años. El domingo 7 de julio, se enfrentó por la final de la competencia a Brasil en el Estadio Maracaná, donde cayó por 3-1, quedando así subcampeón de la Copa América, haciendo una participación destacada en el certamen. Tras finalizar el torneo, Paolo Guerrero se consagró goleador junto al brasileño Everton con tres anotaciones.

#### Copa América 2021
Para la Copa América 2021, la selección nacional, conformó, junto al anfitrión Brasil, Colombia, Ecuador y Venezuela el grupo B del certamen. El equipo debutó con una fuerte derrota de 4-0 contra la selección brasileña. Posteriormente, obtuvo una victoria de 2-1 frente a Colombia con goles de Sergio Peña y un autogol de Yerry Mina, en el siguiente partido empató frente a Ecuador por 2-2 con goles de Gianluca Lapadula y André Carrillo luego de ir perdiendo 2-0. En la última fecha obtuvieron una victoria de 1-0 frente a Venezuela con gol de André Carrillo, así, la selección peruana finalizó segundo en su grupo con 7 puntos, pasando a los cuartos del final.
El 2 de julio, jugó por los cuartos de final ante la selección de Paraguay, al finalizar los 90 minutos el resultado fue un 3-3, los goles de la Rojiblanca fueron de Gianluca Lapadula y Yoshimar Yotún y un autogol de Gustavo Gómez. Tras un sufrido partido, la Blanquirroja salió ganadora al vencer al conjunto «guaraní» por la la vía de penales, por 4-3, clasificando para la siguiente etapa del torneo. En semifinales perdió ante Brasil por 1-0 con gol de Lucas Paqueta, despidiéndose así del torneo. Más tarde, por el partido del tercer puesto, cayó por 3-2 ante Colombia, marcaron Gianluca Lapadula y Yoshimar Yotún. La Bicolor hizo un total de 2 partidos ganados, 2 empatados y 3 perdidos, con 10 goles a favor y 14 goles en contra, ofreciendo un rendimiento de 38 % respecto a las otras selecciones, quedando entre los 4 primeros. Para el equipo ideal del certamen, Conmebol eligió a Yoshimar Yotún como mediocampista destacado, y Gianluca Lapadula fue elegido como el mejor jugador del seleccionado.

#### Eliminatorias Catar 2022 y segundo repechaje

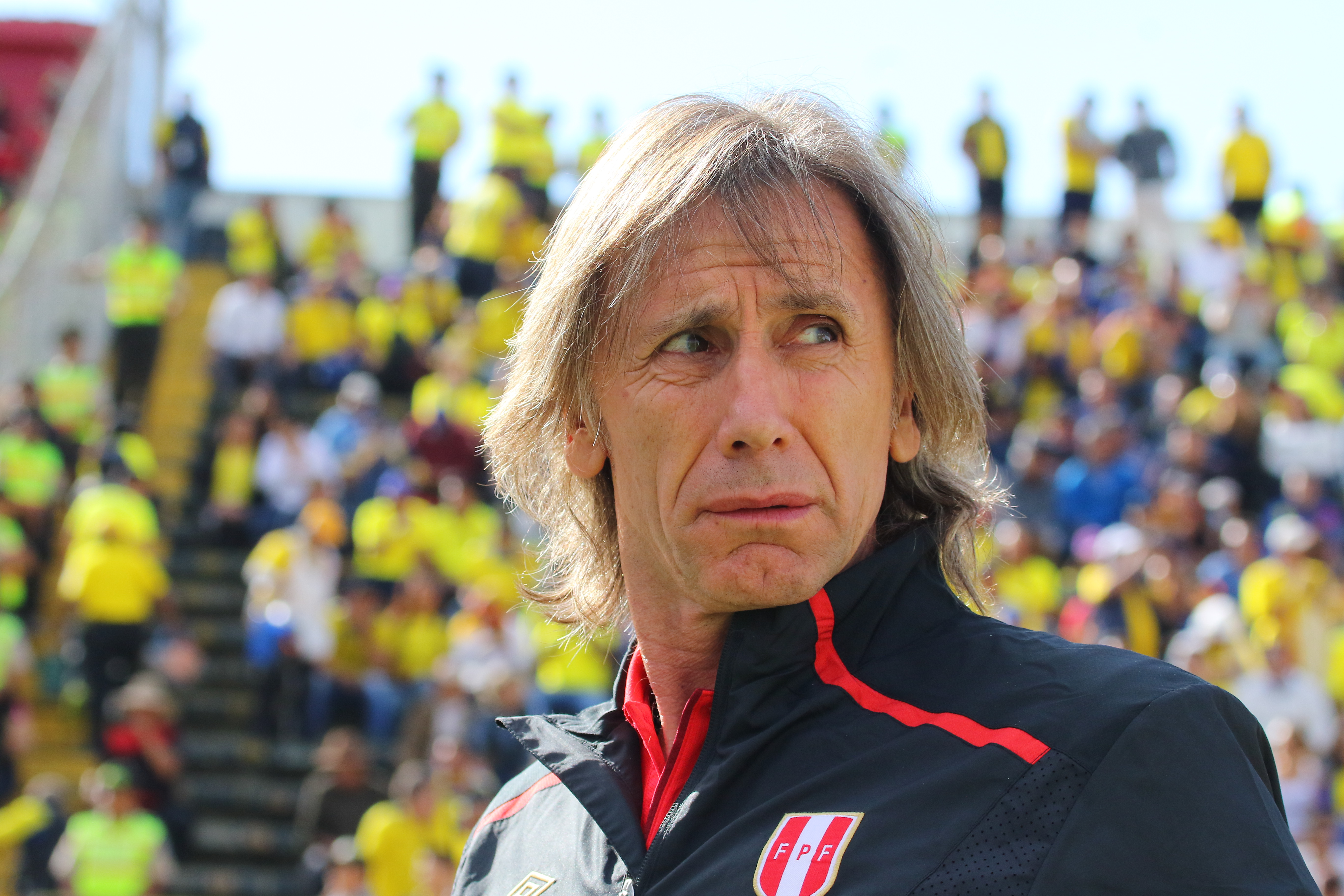
Gareca llevó a la Blanquirroja a cuatro instancias finales desde que asumió el cargo en 2015: medalla de bronce en la Copa América 2015, cuartos de final en la Copa América Centenario, la clasificación para el Mundial de 2018 tras 36 años de ausencia, subcampeonato en Brasil 2019 y el cuarto lugar en la Copa América 2021. También el puesto 10 en la clasificación de la FIFA en 2017.

Para las eliminatorias sudamericanas rumbo al Mundial de Catar 2022, el seleccionado inca inició su participación en septiembre de 2020, en medio de la pandemia por Covid-19. Empató 2-2 con Paraguay con doblete de André Carrillo y cayendo frente a Brasil por 2-4, Chile por 2-0 y Argentina por 0-2. La selección cerró el año con un punto, ubicándose en el noveno lugar de la tabla. Al año siguiente, el equipo cayó nuevamente ante Colombia por 3-0 y se ubicó al fondo de la tabla de posiciones. En la siguiente fecha, enfrentó a Ecuador, en Quito, donde lograron una victoria de 1-2 con goles de Christian Cueva y Luis Advíncula. Con una destacada actuación de Gianluca Lapadula, quien hizo dos asistencias.
En la fecha triple de septiembre de 2021, Perú empezó empatando ante Uruguay en Lima por 1-1. Logra una importante victoria por la mínima ante Venezuela con gol de Christian Cueva. En el último partido de la fecha triple, se enfrentaron a la selección brasileña, volviendo a caer por 2-0, culminando en el séptimo lugar con 8 puntos. En octubre ganó por 2-0 a Chile en Lima con goles de Christian Cueva y Sergio Peña, más tarde se enfrentó ante Bolivia en La Paz cayendo por 1 a 0, después se enfrentó ante Argentina en el Estadio Monumental de River Plate cayendo por la mínima. El 11 de noviembre, enfrentó de local a Bolivia goleándola por 3-0 con goles de Gianluca Lapadula, Christian Cueva y Sergio Peña, y el 16 de noviembre, enfrentó a Venezuela en Caracas donde sacó un triunfo por 2-1 con goles de Christian Cueva y Gianluca Lapadula, ubicándose en zona de repechaje al terminar el año. En la fecha doble, entre enero y febrero de 2022, Perú empezó enfrentando a Colombia en Barranquilla, donde logró un importante triunfo por 1-0 con gol de Edison Flores. Más tarde, se enfrentó a Ecuador empatando 1-1 en Lima. La última fecha doble de la eliminatoria sudamericana se disputó en marzo de 2022, Perú fue derrotado polémicamente por Uruguay con un marcador de 1-0 en Montevideo. Días después, obtendría una fundamental victoria por 2 a 0 ante Paraguay en Lima, con goles de Gianluca Lapadula y Yoshimar Yotún. Este resultado les permitió terminar en la quinta posición de la tabla clasificatoria y acceder por segunda ocasión consecutiva al repechaje intercontinental por un boleto al Mundial, esta vez ante una selección de la AFC. El repechaje se jugó a partido único el 13 de junio de 2022, en Doha, Catar, contra Australia. Tras un empate sin goles durante el tiempo reglamentario, Perú perdió en la tanda de penales por un marcador de 4-5, quedándose fuera de la Copa Mundial de 2022. La selección peruana perdió así la posibilidad de ir a su sexto mundial y al segundo de forma consecutiva, algo que no logra desde los mundiales de 1978 y 1982.
Con la eliminación de Perú, el contrato de Ricardo Gareca con la FPF había terminado. El 14 de julio, se rumoreó que la FPF ofreció a Ricardo Gareca una reducción de alrededor del 40 % de sueldo. Sin embargo, luego de no llegar a un acuerdo, Ricardo Gareca arribó al Perú para ofrecer una conferencia de prensa el día 19 despidiéndose del Perú luego de 7 años como director técnico. La salida de Ricardo Gareca se dio en medio de disputas en la dirigencia de la FPF a cargo de Agustín Lozano, quien se había mostrado crítico de Edwin Oviedo cuando este fue presidente de la federación.

### 2022-presente: Copa América 2024 y eliminatorias 2026
La FPF contrató el técnico peruano Juan Reynoso como nuevo entrenador de la selección con miras al siguiente periodo de eliminatorias rumbo a Norteamérica 2026, Su debut se llevó a cabo el 24 de septiembre de 2022, perdiendo por 1 a 0 contra México El año culminaría con dos victorias adicionales en partidos amistosos, frente a Paraguay y Bolivia respectivamente.
Antes de iniciar el proceso de clasificación rumbo a Norteamérica 2026, la selección peruana jugó cuatro partidos amistosos en los meses de marzo y junio, ganando contra Corea del Sur, empatando sin goles contra Marruecos y perdiendo por goleadas contra Alemania y Japón. Así, la selección de Reynoso inició la campaña eliminatoria muy cuestionada por su poco nivel de efectividad y casi nulos remates a portería. Tras los primeros encuentros, el equipo mostró un nivel de juego y ataque muy por debajo de lo esperado. La selección empató contra Paraguay; posteriormente perdió consecutivamente contra Brasil, Chile, Argentina y Bolivia; y empató 1-1 con Venezuela, sumando solo dos puntos en las primeras seis fechas y quedando al final de la tabla de clasificación. En este último partido, Perú anotó su primer gol tras cinco encuentros consecutivos sin marcar. El 23 de noviembre, se confirmó el despido de Reynoso quien dejaba la selección con 14 partidos dirigos: 4 victorias, 3 empates y 7 derrotas.
El 27 de diciembre de 2023, Jorge Fossati quien venía como campeón de la Liga 1, fue anunciado como técnico de la selección peruana, debutando con una victoria frente a Nicaragua por 2-0 en marzo de 2024; en julio del mismo año disputaron la Copa América 2024 con una plantilla criticada por su escaso recambio de jugadores veteranos.

#### Copa América 2024
Perú conformaría el Grupo A de la Copa América 2024 junto con la máxima favorita para levantar el título y actual defensora del mismo, Argentina. El Grupo A lo completaron Chile y Canadá. La selección inició su participación en el torneo con un empate sin goles frente a Chile. Sin embargo, sufriría una dura derrota frente a Canadá por 1-0 en su siguiente partido. Para finalizar, serían derrotados nuevamente por Argentina, con un marcador final de 2-0, y sería eliminado de la Copa América 2024 en fase de grupos, concretando una de sus peores participaciones en años recientes: sumando solamente 1 punto, quedando últimos en su grupo, sin haber ganado un solo partido y sin haber anotado un solo gol. La selección peruana no quedaba eliminada en fase de grupos desde la Copa América 1995, siendo la única selección de Conmebol en haberlo logrado. En este sentido, su temprana eliminación en el certamen rompía una racha de 29 años de clasificaciones constantes a las siguientes fases de la competencia.
Tras el fracaso en la Copa América, Perú se enfrentó por eliminatorias a Colombia, el 5 de septiembre de 2024, firmando un empate 1 a 1. Si bien durante el resto del año el equipo logró sacar su primera victoria en el proceso tras ganar 1-0 a Uruguay, empató sin goles contra Chile y perdió contra Ecuador, Brasil y Argentina. Fossati fue despedido tras un bajo rendimiento de 13 partidos dirigidos: 4 victorias, 3 empates y 5 derrotas
De cara a los últimos 6 partidos de 2025, se contrató al argentino-peruano Óscar Ibáñez como técnico interino. Sin embargo, el seleccionado inca, hundido penúltimo en la tabla, no pudo remontar y fue eliminado de la competición empatando 1-1 frente a Ecuador en Lima, el 10 de junio de 2025, durante la fecha 16 de las clasificatorias.

## Últimos y próximos encuentros
Actualizado al último partido jugado el 10 de junio de 2025.
|  | #   | Fecha      | Sede         |           |                      | Partido |                     |          | Competición                        |
|  | --- | ---------- | ------------ | --------- | -------------------- | ------- | ------------------- | -------- | ---------------------------------- |
|  | 696 | 05-09-2024 | Lima         | Perú      | Bandera de Perú      | 1:1     | Bandera de Colombia | Colombia | Clasificación Copa Mundial de 2026 |
|  | 697 | 10-09-2024 | Quito        | Ecuador   | Bandera de Ecuador   | 1:0     | Bandera de Perú     | Perú     | Clasificación Copa Mundial de 2026 |
|  | 698 | 11-10-2024 | Lima         | Perú      | Bandera de Perú      | 1:0     | Bandera de Uruguay  | Uruguay  | Clasificación Copa Mundial de 2026 |
|  | 699 | 15-10-2024 | Brasilia     | Brasil    | Bandera de Brasil    | 4:0     | Bandera de Perú     | Perú     | Clasificación Copa Mundial de 2026 |
|  | 700 | 14-11-2024 | Lima         | Perú      | Bandera de Perú      | 0:0     | Bandera de Chile    | Chile    | Clasificación Copa Mundial de 2026 |
|  | 701 | 19-11-2024 | Buenos Aires | Argentina | Bandera de Argentina | 1:0     | Bandera de Perú     | Perú     | Clasificación Copa Mundial de 2026 |
|  | 702 | 20-03-2025 | Lima         | Perú      | Bandera de Perú      | 3:1     | Bandera de Bolivia  | Bolivia  | Clasificación Copa Mundial de 2026 |
|  | 703 | 25-03-2025 | Maturín      | Venezuela | Bandera de Venezuela | 1:0     | Bandera de Perú     | Perú     | Clasificación Copa Mundial de 2026 |
|  | 704 | 06-06-2025 | Barranquilla | Colombia  | Bandera de Colombia  | 0:0     | Bandera de Perú     | Perú     | Clasificación Copa Mundial de 2026 |
|  | 705 | 10-06-2025 | Lima         | Perú      | Bandera de Perú      | 0:0     | Bandera de Ecuador  | Ecuador  | Clasificación Copa Mundial de 2026 |
|  | 706 | 04-09-2025 | Montevideo   | Uruguay   | Bandera de Uruguay   | :       | Bandera de Perú     | Perú     | Clasificación Copa Mundial de 2026 |
|  | 707 | 09-09-2025 | Lima         | Perú      | Bandera de Perú      | :       | Bandera de Paraguay | Paraguay | Clasificación Copa Mundial de 2026 |

## Uniforme

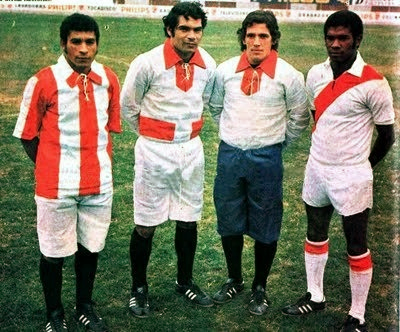
Evolución de la camiseta peruana desde 1927

El uniforme actual se compone de una camiseta blanca con una banda diagonal roja distintiva que cruza la parte delantera en diagonal desde el hombro izquierdo derecho hasta la cadera derecha y regresa en la espalda desde la cadera derecha hasta el hombro izquierdo derecho, pantalón blanco, medias blancas con una franja roja. El uniforme oficial alternativo se compone de camiseta roja y banda blanca, medias y pantalones rojos. 
Los colores del uniforme actual provienen de la bandera nacional (por lo cual el equipo recibe los apelativos de «la Blanquirroja», «la Rojiblanca» o «la Bicolor»). 
La primera equipación de la selección peruana, confeccionada para el Campeonato Sudamericano 1927, estaba compuesta por una camiseta a rayas blancas y rojas, pantalones cortos blancos y medias negras. En la Copa Mundial de 1930, Perú usó un diseño alternativo porque la selección de Paraguay ya había registrado un uniforme similar con camisetas de rayas blancas y rojas. En cambio, los peruanos vestían camisetas blancas con cuello rojo, pantalones cortos blancos y medias negras. El equipo agregó una raya roja horizontal a la camiseta para el Campeonato Sudamericano 1935.
Ocho marcas de ropa deportiva han abastecido a la selección nacional. La primera, la empresa alemana Adidas, suministró la equipación del equipo en 1978 y 1983-1985. La FPF ha firmado contratos con fabricantes de Brasil (Penalty, 1981-1982), Suiza (Power, 1989-1991), Italia (Diadora, 1991-1992), Inglaterra (Umbro, 1996-1997, 2010-2018) y otros de Alemania (Puma, 1987-1989). El equipo también ha sido suministrado por tres firmas locales: Calvo Sporwear (1986-1987), Polmer (1993-1995) y Walon Sport (1998-2010). Entre 2018 y 2022, la marca deportiva ecuatoriana Marathon y desde 2023, Adidas se hace cargo de los uniformes luego de 37 años.
El uniforme de la selección peruana ha sido elogiado como uno de los diseños más atractivos del fútbol mundial. Christopher Turpin, el productor ejecutivo de NPR's A fin de cuentas, programa de noticias, alabó la iteración 1970 como «la camiseta más hermosa del juego bonito», también lo describió como «retro incluso en 1970». Miles Kohrman, reportero de fútbol de The New Republic, elogió el uniforme de Perú como «uno de los secretos mejor guardados del fútbol». Rory Smith, corresponsal jefe de fútbol de The New York Times, se refirió a la versión 2018 de la camiseta de Perú como «un clásico» con una nostálgica «faja rojo sangre» que agrada a los fanáticos. La versión usada en 1978 ocupó el primer lugar en una lista de 2010 de ESPN de las mejores camisetas de la Copa del Mundo de todos los tiempos, descrita en ella como «simple, pero sorprendentemente efectiva».
| Primera equipación | (ver evolución) |  | Actual |

### Proveedores y patrocinadores

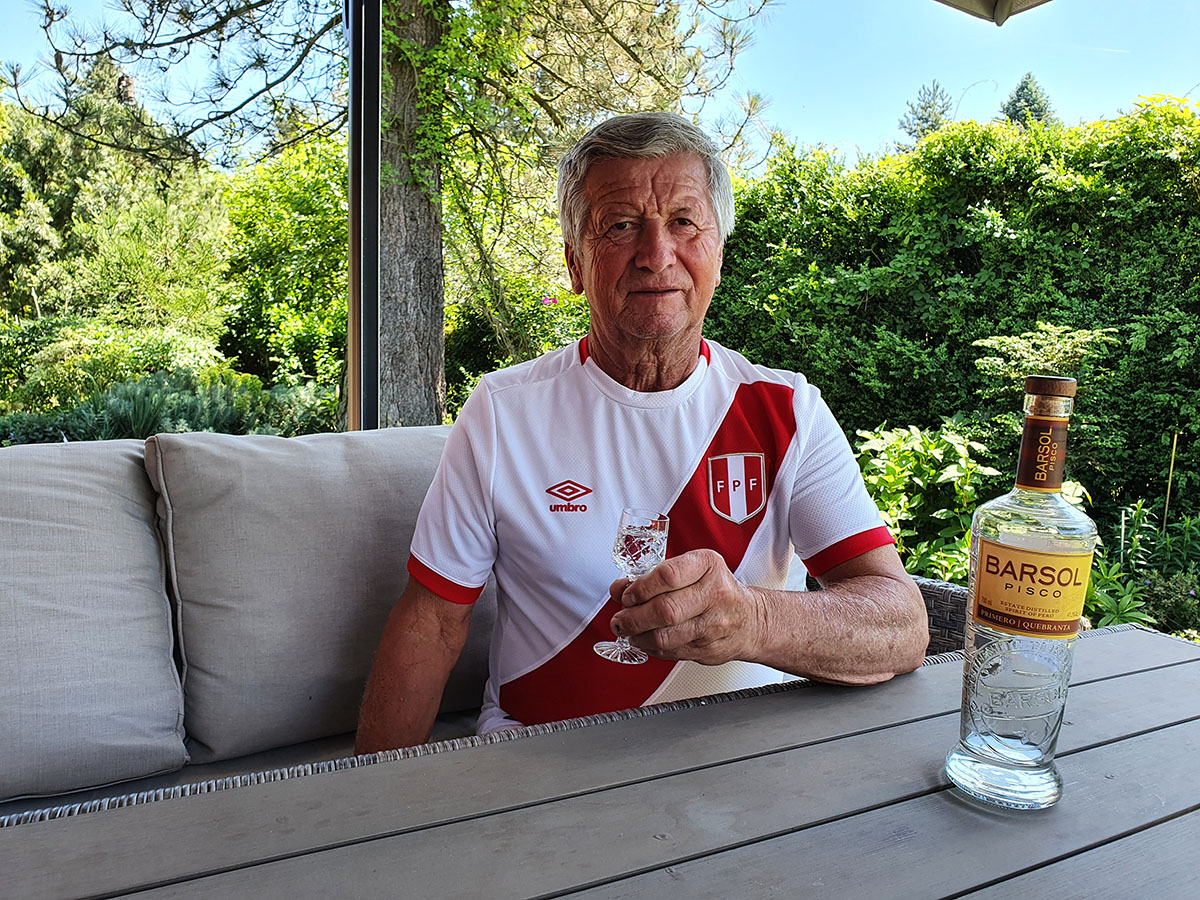
Hincha peruano con la camiseta Umbro de 2017, versión previa a la de Rusia 2018, que es considerada una prenda coleccionable.

Listado de marcas que vistieron y patrocinaron a la selección peruana:
| Período       | Equipamiento | Logotipo | Patrocinadores                                      |
| ------------- | ------------ | -------- | --------------------------------------------------- |
| 1978-1981     | Adidas       |          |                                                     |
| 1981-1982     | Penalty      |          |                                                     |
| 1983-1986     | Adidas       |          |                                                     |
| 1986-1987     | Calvo        |          |                                                     |
| 1987-1989     | Puma         |          |                                                     |
| 1989-1991     | Power        |          | Cerveza Cristal                                     |
| 1991-1993     | Diadora      |          | Cerveza Cristal                                     |
| 1993-1995     | Polmer       |          | Cerveza Cristal                                     |
| 1996-1998     | Umbro        |          | Cerveza Cristal                                     |
| 1998-2010     | Walon        |          | Cerveza Cristal, Coca Cola                          |
| 2011-2018     | Umbro        |          | Cerveza Cristal, Coca Cola, Hyundai                 |
| 2018-2022     | Marathon     |          | Cerveza Cristal, Coca Cola, Movistar                |
| 2023-presente | Adidas       |          | Claro, Cerveza Cristal, Te apuesto, BIG Cola Repsol |

## Estadio

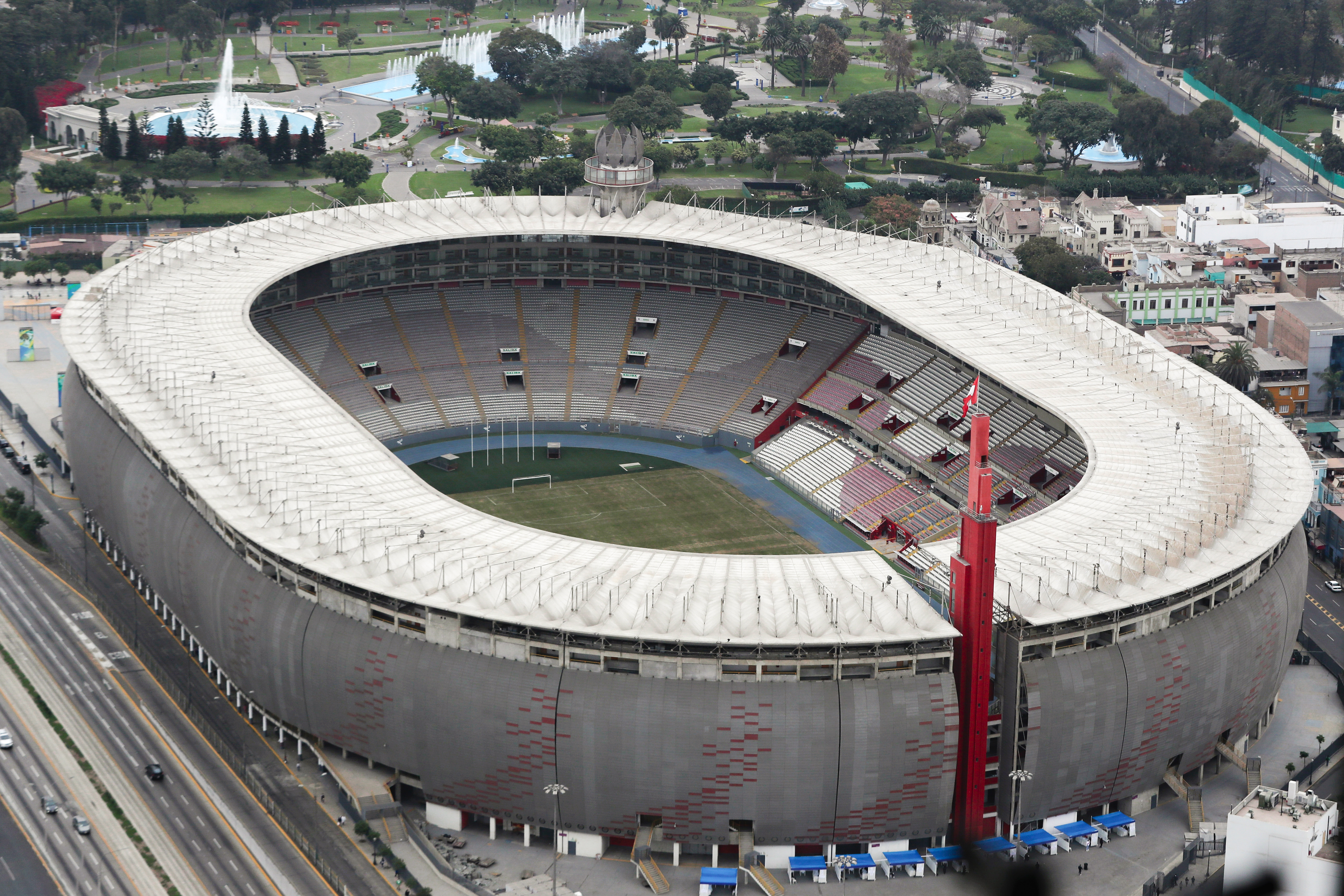
Vista aérea del Estadio Nacional del Perú. También conocido como "El Coloso de José Díaz", debido a la calle colindante que lleva el nombre del militar quien perteneció al Ejército de los Andes.

El Estadio Nacional del Perú, también conocido como «el Coloso de José Díaz», es el estadio principal de la selección de fútbol del Perú. Cuenta con una capacidad para 50 000 espectadores. Fue inaugurado el 18 de julio de 1897 con el nombre de «Estadio Guadalupe». En 1921, como parte del programa de «embellecimiento» de la ciudad de Lima impulsado por el entonces Presidente del Perú Augusto Leguía con motivo de la celebración del Centenario de la Independencia del Perú, el estadio fue renovado y rebautizado con el nombre de «Estadio Nacional».
El primer encuentro oficial se disputó el 1 de noviembre de 1927, en el marco del Campeonato Sudamericano, con la victoria de Uruguay sobre Perú por 4-0. Más tarde, durante el gobierno del general Manuel A. Odría, el estadio fue reconstruido y oficialmente reinaugurado el 27 de octubre de 1952. El 27 de agosto de 2005, se inauguró el gramado artificial que se instaló con ocasión de la Copa Mundial de Fútbol Sub-17 de 2005 que se llevó a cabo en el Perú, aunque la nueva superficie fue muy criticada por los clubes de primera división debido a las lesiones sufridas por sus futbolistas.
Por la remodelación del Estadio Nacional, el seleccionado peruano en los últimos años se vio en la obligación de utilizar como sede para disputar sus encuentros de local el Estadio Monumental, popularmente conocido como «Monumental de Ate» o «Monumental U», propiedad del Club Universitario de Deportes, ubicado en el distrito de Ate al este de la ciudad de Lima. Fue diseñado por el arquitecto uruguayo Walter Lavalleja, y cuenta con una capacidad o aforo total para 80 093 espectadores: 58 577 asistentes en sus cuatro tribunas y 21 516 personas adicionales en los cuatro edificios de palcos-suites que lo rodean.

### Villa Deportiva Nacional
La Villa Deportiva Nacional también conocida como la «Videna», es el centro de operaciones de todas las selecciones peruanas (desde menores hasta la absoluta) y la sede principal de la FPF. Se encuentra ubicada en el distrito de San Luis, en la ciudad de Lima. Fue construida en 1996, bajo la presidencia de Alberto Fujimori, y siendo Nicolás Delfino presidente de la FPF. Posee un área total cercana a los 50 000 m².

## Rivalidades futbolísticas

### Perú - Chile
Diversos conflictos históricos han desembocado en una gran rivalidad futbolística entre Perú y Chile, conocida popularmente como el «Clásico del Pacífico». Los encuentros entre ambas selecciones son muy disputados y poseen una reputación de ser feroces dentro y fuera del campo de juego. Ambos equipos se enfrentaron por primera vez en el Campeonato Sudamericano de 1935; y desde 1953, disputan esporádicamente la Copa del Pacífico. Medios periodísticos como el CNN World Sport la consideran como una de las diez mayores rivalidades futbolísticas a nivel de selecciones nacionales. Perú y Chile han disputado 85 partidos de manera oficial a lo largo de la historia, registrando 24 victorias para Perú, 46 victorias para Chile, y 15 empates.

### Perú - Ecuador

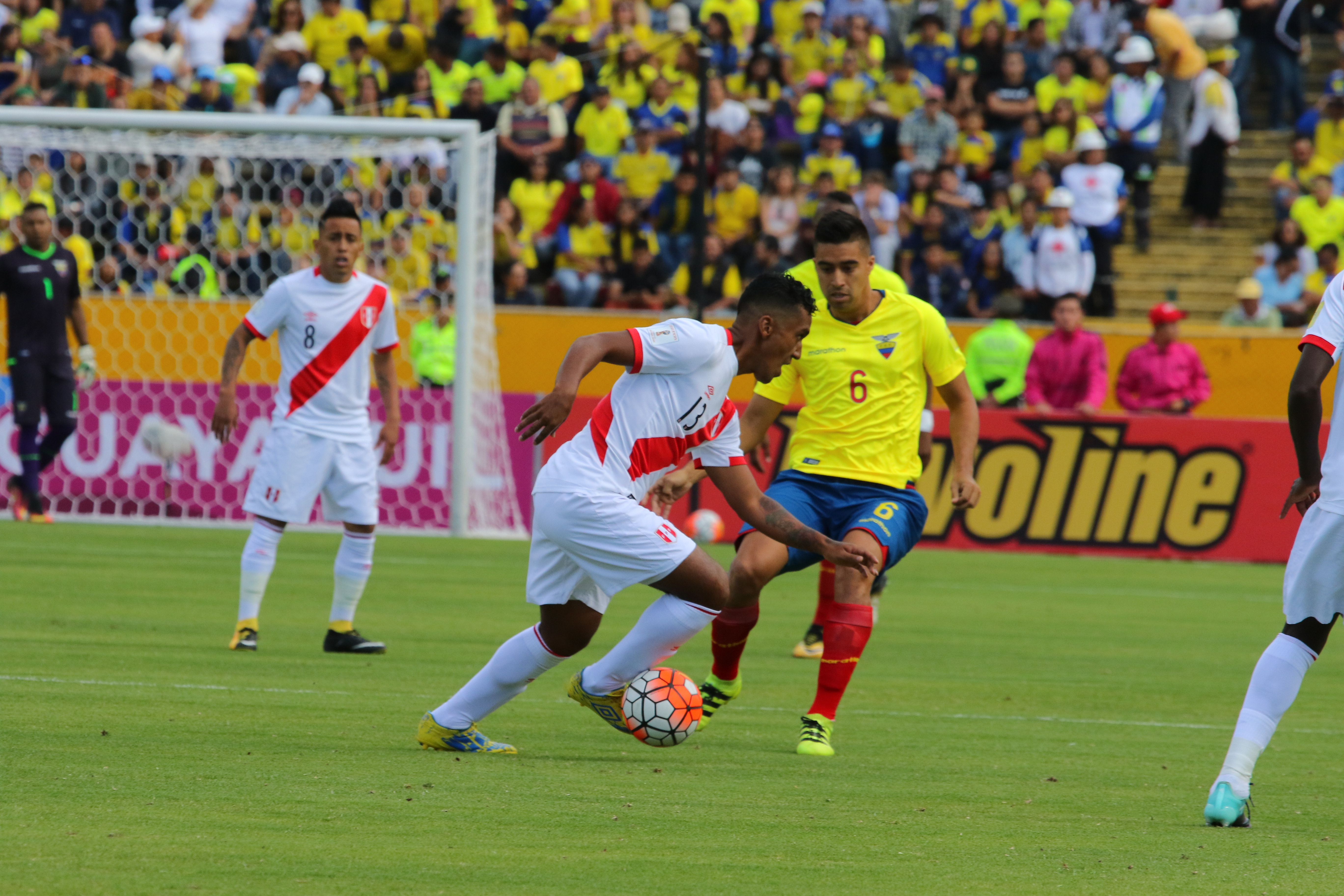
Partido entre Perú y Ecuador durante las Eliminatorias para la Copa Mundial de 2018.

Perú y Ecuador también comparten una rivalidad futbolística desde hace muchos años. De hecho, la Conmebol la ha definido como un «clásico apasionante», y se ha extendido en el plano internacional donde ha sido catalogada como «exitoso Desafío Latino». Esta rivalidad futbolística también es conocida como «Clásico del Cenepa», en relación con una disputa territorial ocurrida entre ambas naciones en la década de 1990 conocida como la Guerra del Cenepa. Este conflicto bélico se trasladó al panorama futbolístico y remarcó la rivalidad entre ambos países. Perú y Ecuador han disputado 52 partidos de manera oficial a lo largo de la historia, registrando 21 victorias para Perú, 16 victorias para Ecuador, y 15 empates.

## Planteles mundialistas

### Copa Mundial de Uruguay 1930

Ion Lǎpuşneanu de Rumania frente a Julio Lores, de Perú, durante el encuentro entre ambas selecciones.

La I Copa Mundial de Fútbol fue la única realizada sin un proceso de clasificación previo. Todo equipo afiliado a la FIFA fue invitado a competir en el torneo, inicialmente pensado para albergar a dieciséis participantes. El torneo comenzó el 13 de julio de 1930 con 13 participantes, entre los cuales estaba Perú. En la selección peruana de aquel entonces destacaba «Manguera» Alejandro Villanueva, Luis de Souza Ferreira, el «Mago» Juan Valdivieso, Julio Lores Colán, que años después se nacionalizaría mexicano y jugaría por el seleccionado de dicho país. Este Mundial es el peor que ha tenido el Perú, debido a que no hizo puntos, anotando un solitario gol y teniendo cuatro en contra, a pesar de ello logró el décimo puesto. 
El partido contra Rumania, fue el de menos público en la historia de los mundiales (dos mil personas, según la revista El Gráfico de la época) y además el jugador Plácido Galindo pasaría a ser el primer expulsado en los mundiales. Aunque se ha puesto en duda esta información; sin embargo, no fue suspendido para el siguiente partido. Luego, caería 1-0 contra Uruguay (que a la postre sería campeón) para cerrar la participación en el torneo.
- Arqueros: Juan Valdivieso, Jorge Pardón

- Defensores:Alberto Soria, Antonio Maquilón , Mario de las Casas, Arturo Fernández

- Mediocampistas: Alberto Denégri, Plácido Galindo , Eduardo Astengo, Domingo García, Juan Alfonso Valle, Julio Quintana

- Delanteros: José María Lavalle, Julio Lores Colán, Alejandro Villanueva, Luis de Souza Ferreira, Carlos Cillóniz, Demetrio Neyra, Jorge Góngora, Jorge Koochoi Sarmiento, Lizardo Rodríguez Nue, Pablo Pacheco

- D. T.:  Francisco Bru

#### Grupo 3
| Equipo  | Ptos. | PJ | PG | PE | PP | GF | GC | Dif. |
| ------- | ----- | -- | -- | -- | -- | -- | -- | ---- |
| Uruguay | 4     | 2  | 2  | 0  | 0  | 5  | 0  | 5    |
| Rumania | 2     | 2  | 1  | 0  | 1  | 3  | 5  | –2   |
| Perú    | 0     | 2  | 0  | 0  | 2  | 1  | 4  | –3   |

### Copa Mundial de México 1970
El día 31 de mayo de 1970, un terremoto azotó el departamento de Áncash, sobre todo a la ciudad de Yungay, en Perú; por eso en su primer partido la selección de Perú jugó con un cintillo negro, recordando a las víctimas de dicha catástrofe natural. En su primer partido contra Bulgaria, iban perdiendo por 2 a 0, y lograron remontarlo para finalmente vencer por 3 a 2 a los búlgaros, dedicando el triunfo como una forma de alivio ante la adversidad que sufrían sus compatriotas en su tierra natal.
En el segundo encuentro, se golea a Marruecos y en el tercero se sufre una derrota ante Alemania Federal, logrando clasificar para los cuartos de final por primera vez.
Ya en cuartos, le toca enfrentar a una selección brasileña que contaba con uno de los mejores equipos de toda la historia, sobresaliendo el nombre de Edson Arantes do Nascimento, más conocido por su apelativo de Pelé. Al momento de enfrentar al mejor seleccionado peruano de su historia, entonces saldría uno de los mejores partidos de todos los tiempos. El partido fue emocionante, sin embargo, no pudieron con el poderío de la Verdeamarela y el Perú cayó derrotado. A la postre, Brasil sería el campeón del mundo ese año.
Teófilo Cubillas termina siendo el mejor jugador joven de la Copa Mundial de Fútbol por la FIFA en 1970.Siendo también Bota de bronce de la Copa Mundial de la FIFA. 
| - Arqueros - Luis Rubiños - Jesús Goyzueta - Rubén Correa | - Defensores - Eloy Campos - Orlando de La Torre - Héctor Chumpitaz - Nicolás Fuentes - Javier Gonzáles - José Fernández - Pedro González - Félix Salinas | - Mediocampistas - Ramón Mifflin - Roberto Chale - Teófilo Cubillas - Luis Cruzado | - Delanteros - Julio Baylón - Pedro Pablo León - Alberto Gallardo - José del Castillo - Eladio Reyes - Hugo Sotil - Oswaldo Ramírez |

- D. T.: Waldir Pereira, Didí

#### Grupo 4
| Selección        | Ptos. | PJ | PG | PE | PP | GF | GC | Dif. |
| ---------------- | ----- | -- | -- | -- | -- | -- | -- | ---- |
| Alemania Federal | 6     | 3  | 3  | 0  | 0  | 10 | 4  | 6    |
| Perú             | 4     | 3  | 2  | 0  | 1  | 7  | 5  | 2    |
| Bulgaria         | 1     | 3  | 0  | 1  | 2  | 5  | 9  | –4   |
| Marruecos        | 1     | 3  | 0  | 1  | 2  | 2  | 6  | –4   |

### Copa Mundial de Argentina 1978
La selección de Perú fue uno de los dieciséis países participantes de la Copa Mundial de Fútbol de 1978, que se realizó en Argentina.
Tras la amarga eliminación de la anterior edición, la selección peruana volvía a las justas mundialistas por la puerta grande conservando algunos jugadores de la Copa del mundo anterior y otros nuevos que se le unieron.
En el grupo A del torneo, Perú ganó 3-1 a Escocia, empató 0-0 con los Países Bajos y venció por 4-1 a Irán. El gol peruano salió de una jugada iniciada por Teófilo Cubillas en un tiro libre, el cual fue elegido como el mejor gol del Mundial. Ganando el Bota de plata de la Copa Mundial de la FIFA. 
| - Arqueros - Ottorino Sartor - Ramón Quiroga - Juan Cáceres | - Defensores - Jaime Duarte - Rodulfo Manzo - Héctor Chumpitaz - Rubén Díaz - Germán Leguía - José Navarro - Roberto Rojas Tardío | - Mediocampistas - José Velásquez - César Cueto - Percy Rojas - Teófilo Cubillas - Raúl Gorriti - Alfredo Quesada | - Delanteros - Juan José Muñante - Juan Carlos Oblitas - Roberto Mosquera - Ernesto Labarthe - Guillermo La Rosa - Hugo Sotil |

- D. T.: Marcos Calderón

#### Grupo 4
| Selección    | Ptos. | PJ | PG | PE | PP | GF | GC | Dif. |
| ------------ | ----- | -- | -- | -- | -- | -- | -- | ---- |
| Perú         | 5     | 3  | 2  | 1  | 0  | 7  | 2  | 5    |
| Países Bajos | 3     | 3  | 1  | 1  | 1  | 5  | 3  | 2    |
| Escocia      | 3     | 3  | 1  | 1  | 1  | 5  | 6  | –1   |
| Irán         | 1     | 3  | 0  | 1  | 2  | 2  | 8  | –6   |

### Copa Mundial de España 1982

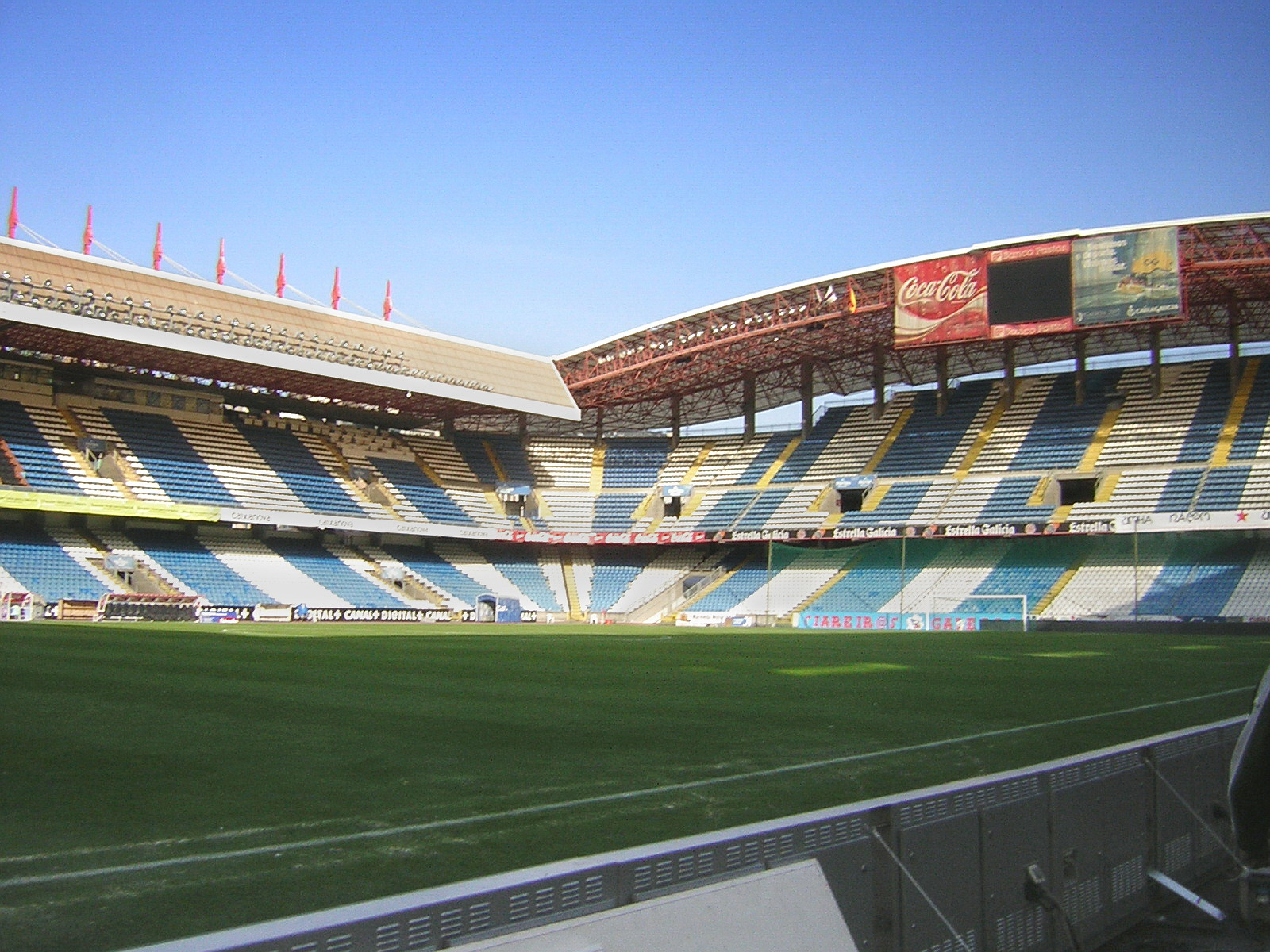
El estadio de Riazor es el último escenario que pisó la selección en los mundiales durante el.

Previo al Mundial, es inolvidable para los peruanos aquellas victorias en Europa, sobre todo ante la Francia de Michel Platini, Alain Giresse y Jean Tigana, venciéndola en París y con gran superioridad.
A pesar de haber clasificado para el Mundial sin mayores dificultades, Perú tuvo una de las más pobres campañas en Copas del Mundo con una derrota y dos empates en tres partidos. Convirtió dos goles y recibió seis.
Germán Leguía, se recuperaba de una lesión leve, mientras que Elba de Pádua Lima, Tim, el entrenador brasileño del Perú, planeaba ver el Italia-Polonia en Vigo, el lunes 14 de junio. Desde La Coruña, los peruanos, cansados tras una larga preparación en Europa y Asia, parecían subestimar al desconocido Camerún.
El grupo 1 del Mundial se inició con un empate sin goles entre Italia y Polonia. Las selecciones de Perú y Camerún jugaban al día siguiente, martes 15 de junio. Era la primera vez que esta selección clasificaba y todos pensaban que podía convertirse en una de las goleadas del Mundial, esto debido a las especulaciones de la prensa peruana, puesto que Perú había tenido una excelente preparación previa a la Copa Mundial de Fútbol de 1982 en Europa. Pero la historia gloriosa para África en los mundiales estaba a punto de escribirse.
Algunos mencionan que la debacle del equipo fue por la división del grupo debido a la camiseta 10, entre Julio César Uribe y Teófilo Cubillas, refiriendo que Uribe se había resentido con Cubillas porque a él le entregaron la «10» del equipo, siendo Uribe con La Rosa los jugadores del momento. Aunque esto ha sido negado por ambos jugadores, hasta la actualidad.
| - Arqueros - Eusebio Acasuzo - Ramón Quiroga - José González Ganoza | - Defensores - Jaime Duarte - Salvador Salguero - Hugo Gastulo - Rubén Díaz - Jorge Olaechea - Óscar Arizaga - Miguel Gutiérrez | - Mediocampistas - José Velásquez - Germán Leguía - César Cueto - Julio César Uribe - Teófilo Cubillas - Eduardo Malasquez - Luis Reyna Navarro | - Delanteros - Gerónimo Barbadillo - Juan Carlos Oblitas - Franco Navarro - Guillermo La Rosa - Percy Rojas |

- D. T.: Elba de Pádua Lima, Tim

#### Grupo 1
| Selección | Ptos. | PJ | PG | PE | PP | GF | GC | Dif. |
| --------- | ----- | -- | -- | -- | -- | -- | -- | ---- |
| Polonia   | 4     | 3  | 1  | 2  | 0  | 5  | 1  | 4    |
| Italia    | 3     | 3  | 0  | 3  | 0  | 2  | 2  | 0    |
| Camerún   | 3     | 3  | 0  | 3  | 0  | 1  | 1  | 0    |
| Perú      | 2     | 3  | 0  | 2  | 1  | 2  | 6  | –4   |

### Copa Mundial de Rusia 2018
La selección de fútbol de Perú fue uno de los 32 equipos participantes de la Copa Mundial de Fútbol de 2018, torneo que se lleva a cabo entre el 14 de junio y el 15 de julio de 2018 en Rusia. El seleccionado peruano disputó su quinta Copa Mundial. Perú obtuvo su clasificación tras derrotar a Nueva Zelanda por marcador de 2-0 en el partido de vuelta de la repesca intercontinental. En el sorteo realizado el 1 de diciembre de 2017 en Moscú, la selección peruana quedó emparejada en el grupo C junto a Francia, Australia y Dinamarca.
| - Arqueros - Pedro Gallese - Carlos Cáceda - José Carvallo | - Defensores - Luis Advíncula - Aldo Corzo - Christian Ramos - Alberto Rodríguez - Miguel Araujo - Anderson Santamaría - Miguel Trauco - Nilson Loyola | - Mediocampistas - Pedro Aquino - Wilder Cartagena - Renato Tapia - Yoshimar Yotún - Edison Flores - Paolo Hurtado - Christian Cueva | - Delanteros - André Carrillo - Andy Polo - Raúl Ruidíaz - Jefferson Farfán - Paolo Guerrero |

- D. T.: Ricardo Gareca

#### Grupo C
| Selección | Ptos. | PJ | PG | PE | PP | GF | GC | Dif. |
| --------- | ----- | -- | -- | -- | -- | -- | -- | ---- |
| Francia   | 7     | 3  | 2  | 1  | 0  | 3  | 1  | 2    |
| Dinamarca | 5     | 3  | 1  | 2  | 0  | 2  | 1  | 1    |
| Perú      | 3     | 3  | 1  | 0  | 2  | 2  | 2  | 0    |
| Australia | 1     | 3  | 0  | 1  | 2  | 2  | 5  | –3   |

## Jugadores
A lo largo de la historia, han sido más de trescientos cincuenta los futbolistas que han vestido la camiseta de la selección de fútbol de Perú.

### 11 histórico según la IFFHS
En el año 2022, la Federación Internacional de Historia y Estadística de Fútbol (IFFHS) dio a conocer el once histórico de la selección peruana. El equipo ideal tiene un sistema 4-3-3 y está conformado por los siguientes jugadores:
| - Arquero - Juan Valdivieso | - Defensores - Jaime Duarte - Julio Meléndez - Héctor Chumpitaz - Rubén Toribio Díaz | - Mediocampistas - Víctor Benítez - César Cueto - Teófilo Cubillas | - Delanteros - Juan Seminario - Lolo Fernández - Hugo Sotil |

### Generaciones destacadas

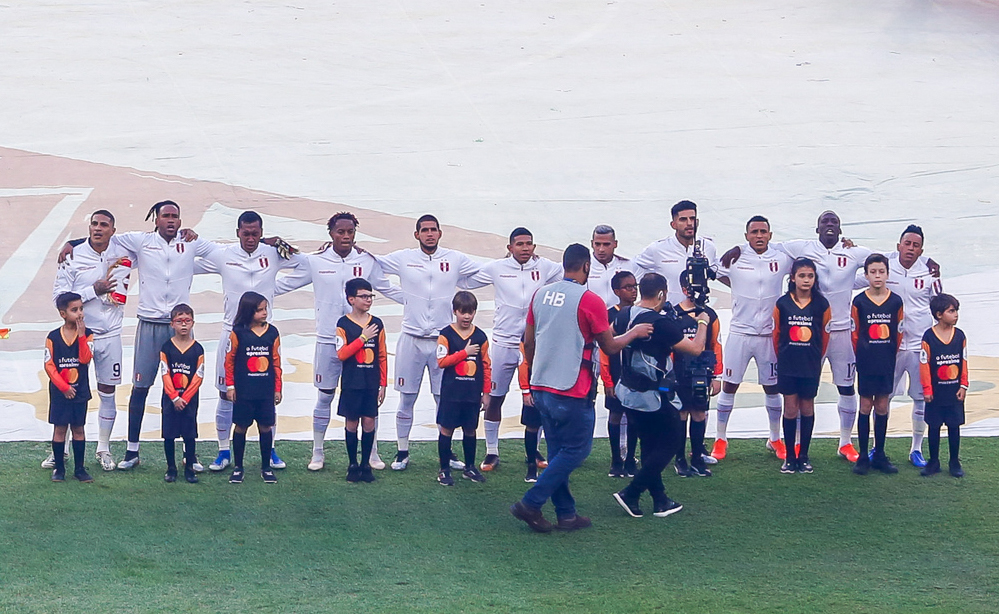
Plantilla durante la final de la Copa América 2019. De izq. a der.: Guerrero, Gallese, Tapia, Carrillo, Abram, Flores, Trauco, Zambrano, Yotún, Advíncula y Cueva.

La primera generación destacada brilló entre los años 1930 y 1950 con los futbolistas de la talla de Teodoro Fernández, Juan Joya, Alberto Terry, Guillermo Barbadillo, Máximo Mosquera, Valeriano López, Félix Castillo, Juan Seminario, Miguel Loayza, Óscar Gómez Sánchez,
Entre 1968 y 1982, conformaron la generación dorada del fútbol peruano los futbolistas: Teófilo Cubillas, considerado como el mejor jugador de la historia del fútbol peruano, balón de bronce en México 70 y botín de plata en Argentina 78, así como el máximo goleador en mundiales con 10 tantos; César Cueto, Pedro Pablo León, Alberto Gallardo, José Velásquez, Juan Carlos Oblitas, Rubén Díaz, Oswaldo Ramírez (noveno goleador histórico), Héctor Chumpitaz, Eloy Campos, Nicolás Fuentes, Julio Meléndez, Ramón Mifflin, Orlando de la Torre, Hugo Sotil (octavo goleador histórico), Percy Rojas, Roberto Chale, Alfredo Quesada, Gerónimo Barbadillo, Guillermo La Rosa, Franco Navarro, Juan José Muñante y Julio César Uribe.
En la década de 2010, destaca la generación «Rusia 18», conformada por los jugadores que obtuvieron el subcampeonato en la Copa América 2019 y dos bronces consecutivos en las ediciones 2011 y 2015 de la misma competición, el mismo grupo clasificó a la Copa Mundial de Rusia 2018 tras 36 años de ausencia en mundiales, resaltaron: Paolo Guerrero, como máximo goleador histórico; Jefferson Farfán como segundo máximo goleador histórico; Christian Cueva (undécimo goleador histórico y segundo máximo asistidor); Edison Flores (décimo goleador histórico); Yoshimar Yotún, segundo jugador con más presencias; André Carrillo; Luis Advíncula (tercero con más presencias); Alberto Rodríguez; Carlos Zambrano, Renato Tapia, y el portero Pedro Gallese, quien, con 116 partidos, es el futbolista con más partidos en su posición.

### Última convocatoria
Lista de los jugadores convocados para los partidos contra las selecciones de  Colombia y  Ecuador, en junio de 2025.
| N.º                                    | Jugador         | Posición              | Edad    | PJ  | Goles | Club                           |
| -------------------------------------- | --------------- | --------------------- | ------- | --- | ----- | ------------------------------ |
| 1                                      | Pedro Gallese   | Portero               | 35 años | 118 | 0     | Orlando City S. C.             |
| 12                                     | Carlos Cáceda   | 2° portero            | 33 años | 9   | 0     | Foot Ball Club Melgar          |
| 21                                     | Diego Enríquez  | 3° portero            | 21 años | 0   | 0     | Sporting Cristal               |
| 19                                     | Oliver Sonne    | Lateral derecho       | 24 años | 12  | 0     | Burnley F.C.                   |
| 3                                      | Erick Noriega   | Central               | 23 años | 2   | 0     | Alianza Lima                   |
| 17                                     | Luis Advíncula  | Lateral derecho       | 35 años | 129 | 2     | Boca Juniors                   |
| 2                                      | Luis Abram      | Central               | 24 años | 46  | 1     | Atlanta United                 |
| 6                                      | César Inga      | Lateral izquierdo     | 29 años | 1   | 0     | Club Universitario de Deportes |
| 4                                      | Marcos López    | Lateral izquierdo     | 26 años | 41  | 1     | Football Club Copenhague       |
| 15                                     | Renzo Garcés    | Central               | 29 años | 7   | 0     | Alianza Lima                   |
| 5                                      | Carlos Zambrano | Central               | 36 años | 82  | 4     | Alianza Lima                   |
| 27                                     | Matías Lazo     | Volante de contención | 22 años | 0   | 0     | Foot Ball Club Melgar          |
| 8                                      | Piero Quispe    | Mediocampista         | 24 años | 12  | 1     | Pumas de la UNAM               |
| 13                                     | Renato Tapia    | Volante de contención | 30 años | 90  | 5     | Deportivo Alavés               |
| 10                                     | Sergio Peña     | Mediocampista         | 29 años | 48  | 4     | PAOK Salónica                  |
| 23                                     | Pedro Aquino    | Volante de contención | 29 años | 36  | 3     | Club Santos Laguna             |
| 7                                      | Andy Polo       | Delantero derecho     | 31 años | 53  | 2     | Club Universitario de Deportes |
| 11                                     | Bryan Reyna     | Delantero izquierdo   | 27 años | 16  | 2     | C. A. Belgrano                 |
| 16                                     | Luis Ramos      | Centrodelantero       | 25 años | 4   | 0     | América de Cali                |
| 9                                      | Paolo Guerrero  | Centrodelantero       | 41 años | 129 | 41    | Alianza Lima                   |
| 22                                     | Kevin Quevedo   | Delantero derecho     | 28 años | 4   | 0     | Alianza Lima                   |
| 18                                     | André Carrillo  | Enganche              | 35 años | 104 | 10    | Corinthians                    |
| 14                                     | Maxloren Castro | Enganche              | 17 años | 0   | 0     | Sporting Cristal               |
| 20                                     | Edison Flores   | Delantero izquierdo   | 31 años | 84  | 17    | Universitario                  |
| Bandera de Argentina · Bandera de Perú | Óscar Ibáñez    | Entrenador            | 58 años |     |       |                                |

- Los números de dorsal corresponden a los utilizados en el último partido oficial.

### Mayores participaciones

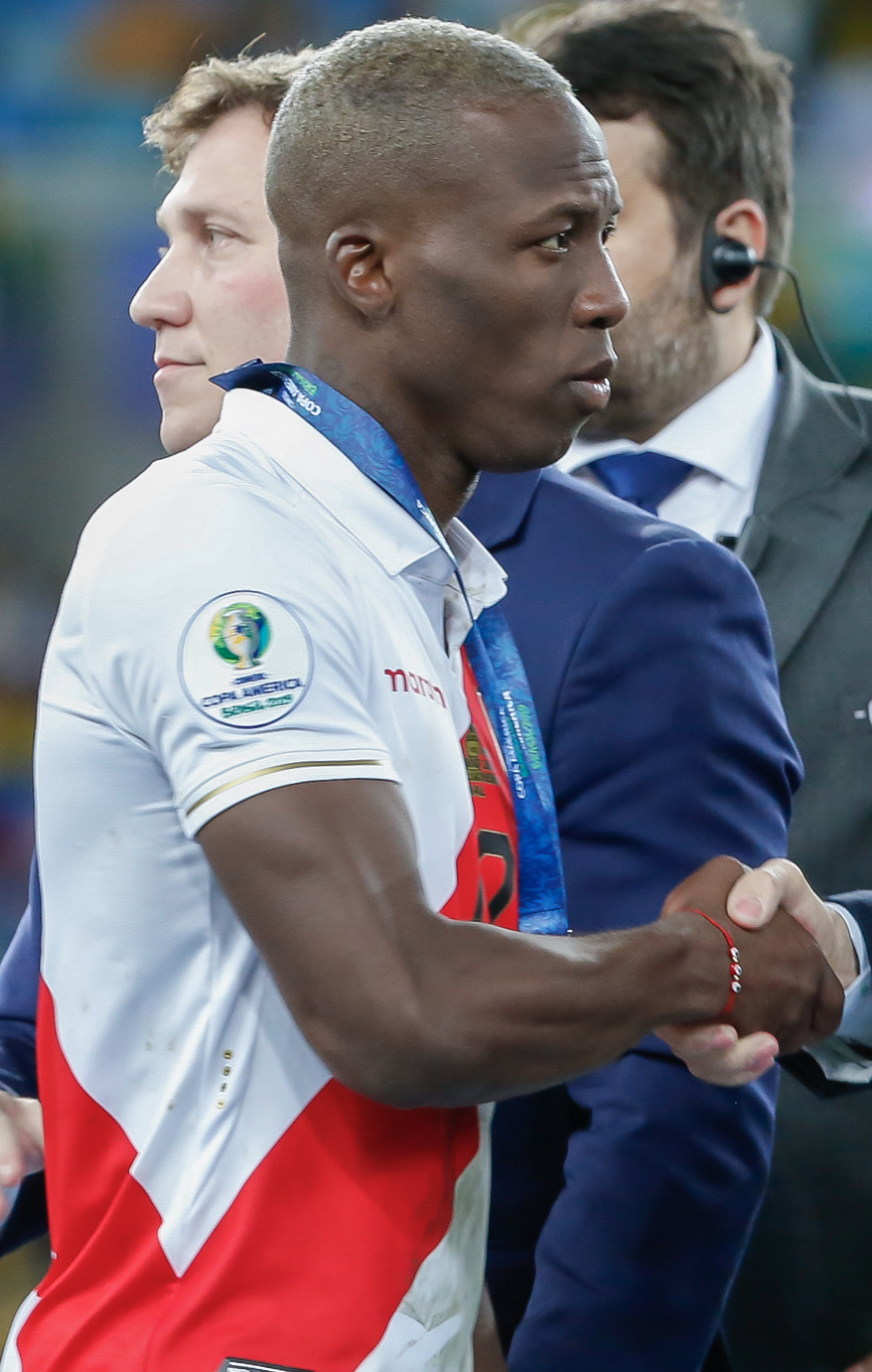
Luis Advíncula debutó el 4 de septiembre de 2010 con el entrenador Sergio Markarián.

- Actualizado al partido contra Colombia el 6 de junio de 2025

| #  | Jugador          | Período   | PJ  | Campeonato        | Medallero |
| -- | ---------------- | --------- | --- | ----------------- | --------- |
| 1  | Paolo Guerrero   | 2004-act  | 129 | −                 |           |
| 2  | Luis Advíncula   | 2010-act. | 129 | −                 |           |
| 3  | Yoshimar Yotún   | 2011-act. | 128 | −                 |           |
| 4  | Roberto Palacios | 1992-2012 | 128 | −                 | −         |
| 5  | Pedro Gallese    | 2014-act. | 118 | −                 |           |
| 6  | Héctor Chumpitaz | 1965-1981 | 105 | Copa América 1975 |           |
| 7  | André Carrillo   | 2011-act. | 104 | −                 |           |
| 8  | Jefferson Farfán | 2003-2021 | 102 | −                 |           |
| 9  | Jorge Soto       | 1992-2005 | 101 | −                 | −         |
| 10 | Christian Cueva  | 2011-act. | 100 | -                 |           |

| 11 | Juan Jayo Legario  | 1994-2008  | 97 | −                 | − |
| 12 | Nolberto Solano    | 1994-2009  | 95 | -                 | - |
| 13 | Christian Ramos    | 2009-2022  | 91 | -                 |   |
| 14 | Rubén Toribio Díaz | 1972-1985  | 89 | Copa América 1975 |   |
| 15 | Renato Tapia       | 2015-act.  | 90 | -                 |   |
| 16 | Claudio Pizarro    | 1999-2016. | 85 | -                 |   |
| 17 | Juan Reynoso       | 1986-2000  | 84 | -                 |   |
| 18 | Percy Olivares     | 1987-2001. | 83 | -                 |   |
| 19 | José Velásquez     | 1972-1985. | 82 | Copa América 1975 |   |
| 20 | Edison Flores      | 2013-act.  | 82 |                   |   |

     Indica que el jugador está en actividad y es convocable.

### Máximos goleadores

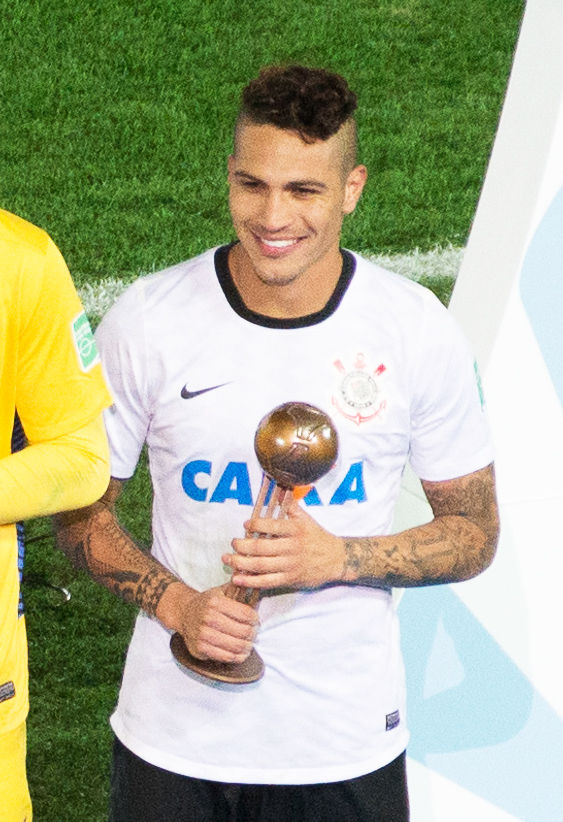
Paolo Guerrero anotó su primer gol el 18 de noviembre de 2004 contra Chile.

- Actualizado al partido contra Venezuela el 25 de marzo del 2025. Los jugadores resaltados siguen en actividad.

| #  | Jugador           | Período   | Goles | PJ  | Promedio | Campeonato        | Medallero |
| -- | ----------------- | --------- | ----- | --- | -------- | ----------------- | --------- |
| 1  | Paolo Guerrero    | 2004-act. | 41    | 129 | 0,32     | -                 |           |
| 2  | Jefferson Farfán  | 2003-2021 | 27    | 102 | 0,26     | -                 |           |
| 3  | Teófilo Cubillas  | 1968-1982 | 26    | 81  | 0,32     | Copa América 1975 | -         |
| 4  | Teodoro Fernández | 1935-1947 | 24    | 32  | 0,75     | Copa América 1939 |           |
| 5  | Claudio Pizarro   | 1999-2016 | 20    | 85  | 0,24     | -                 |           |
| 6  | Nolberto Solano   | 1994-2009 | 20    | 95  | 0,21     | -                 | -         |
| 7  | Roberto Palacios  | 1992-2012 | 19    | 128 | 0,15     | -                 | -         |
| 8  | Hugo Sotil        | 1970-1979 | 18    | 62  | 0,29     | Copa América 1975 | -         |
| 9  | Oswaldo Ramírez   | 1969-1982 | 17    | 57  | 0,30     | Copa América 1975 | -         |
| 10 | Edison Flores     | 2013-act. | 17    | 82  | 0,21     | -                 |           |

| 11 | Franco Navarro      | 1980-1989 | 16 | 56  | 0,29 | -                 |   | - |
| 12 | Christian Cueva     | 2011-act. | 16 | 100 | 0,16 | -                 |   | - |
| 13 | Pedro Pablo León    | 1963-1973 | 15 | 49  | 0,31 | -                 | - | - |
| 14 | Óscar Gómez Sánchez | 1953-1959 | 14 | 26  | 0,54 | -                 |   | - |
| 15 | Jorge Alcalde       | 1935-1939 | 14 | 15  | 0,93 | Copa América 1939 |   | - |
| 16 | José Velásquez      | 1972-1985 | 12 | 82  | 0,15 | Copa América 1975 |   | - |
| 17 | Alberto Terry       | 1953-1959 | 11 | 25  | 0,44 | -                 |   | - |
| 18 | Jorge Hirano        | 1984-1991 | 11 | 36  | 0,31 | -                 | - | - |
| 19 | Alberto Gallardo    | 1963-1972 | 11 | 37  | 0,29 | -                 | - | - |
| 20 | Flavio Maestri      | 1991-2007 | 11 | 57  | 0,19 | -                 | - | - |
| 21 | Juan Carlos Oblitas | 1973-1985 | 11 | 63  | 0,17 | Copa América 1975 |   |   |
| 22 | André Carrillo      | 2011-act. | 11 | 103 | 0,11 | -                 |   | - |

#### Goleadores en mundiales

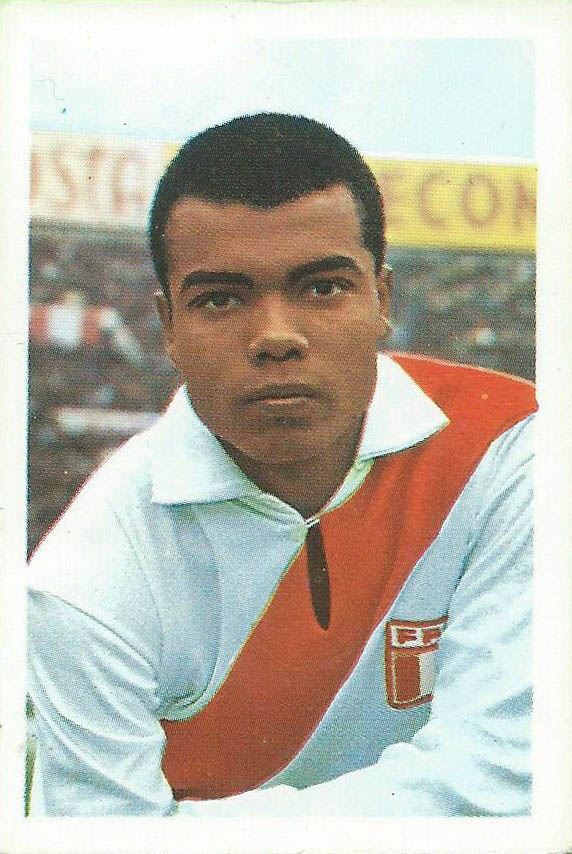
Teófilo Cubillas, balón de bronce en México 70 y botín de plata en Argentina 78

- Actualizado al partido Perú - Australia (junio de 2018).

| #                      | Jugador          | Goles | Partidos   | Mundiales        |
| ---------------------- | ---------------- | ----- | ---------- | ---------------- |
| 1°                     | Teófilo Cubillas | 10    | 13         | 1970, 1978, 1982 |
| 2°                     | Alberto Gallardo | 2     | 4          | 1970             |
| 3°                     |                  |       |            |                  |
| Paolo Guerrero         | 1                | 3     | 2018       |                  |
| André Carrillo         | 1                | 3     | 2018       |                  |
| Guillermo La Rosa      | 1                | 8     | 1978, 1982 |                  |
| Rubén Toribio Díaz     | 1                | 3     | 1982       |                  |
| Roberto Chale          | 1                | 4     | 1970       |                  |
| Luis de Souza Ferreira | 1                | 2     | 1930       |                  |

#### Goleadores en Copa América
| # | Jugador                  | Período   | Goles | Partidos | Promedio |
| - | ------------------------ | --------- | ----- | -------- | -------- |
| 1 | Teodoro Fernández Meyzán | 1935-1947 | 15    | 24       | 0,63     |
| 2 | Paolo Guerrero           | 2004-2024 | 14    | 28       | 0,50     |
| 3 | Óscar Gómez Sánchez      | 1952-1965 | 10    | 17       | 0,59     |
| 4 | Jorge Alcalde            | 1929-1940 | 7     | 10       | 0,70     |
| 5 | Alberto Terry            | 1953-1959 | 7     | 19       | 0,37     |

### Máximos asistidores
La ausencia de un sistema de contabilidad de las asistencias de gol hasta 2010, hace imposible ofrecer una clasificación totalmente verificable a efectos estadísticos. Esta lista no debe considerarse concluyente para jugadores con registros estadísticos de antes de 2010.
- Datos tomados en cuenta desde 1989 hasta la actualidad, actualizado en noviembre de 2024.

| #  | Jugador          | Asistencias | Período   | Logros |
| -- | ---------------- | ----------- | --------- | ------ |
| 1° | Roberto Palacios | 18          | 1993-2012 | -      |
| 2° | Christian Cueva  | 14          | 2011-act. |        |
| 3° | André Carrillo   | 13          | 2011-act. |        |
| 4° | Yoshimar Yotún   | 11          | 2011-act. |        |
| 5° | Paolo Guerrero   | 11          | 2004-2024 |        |

## Seleccionadores

### Cuerpo técnico actual
- Seleccionador:  Óscar Ibáñez
- 1° Asistente técnico:
- 2° Asistente técnico:
- Entrenador de porteros:  Salomón Libman
- Médico:

Desde la creación de la selección de fútbol del Perú en el año 1927, hasta la actualidad, 46 entrenadores han estado al mando del seleccionado, siendo el primero de ellos el uruguayo Pedro Olivieri, quien fue asignado para dirigir al combinado inca en el Campeonato Sudamericano 1927. Durante la permanencia del inglés Jack Greenwell en el banquillo, la selección no llegó a perder ningún encuentro y obtuvo la medalla de oro en los I Juegos Bolivarianos y el título del Campeonato Sudamericano 1939, siendo desde entonces el único entrenador europeo en obtener este trofeo.
Waldir Pereira y Marcos Calderón llevaron a la selección hasta los cuartos de final de las Copas del Mundo de 1970 y 1978 respectivamente, además con Calderón el seleccionado peruano obtuvo el campeonato de la Copa América 1975. En la última década resalta el accionar de los dirigidos por el argentino Ricardo Gareca, quien clasificó a la bicolor para un Mundial luego de 36 años. Destacan también sus actuaciones en la Copa América con dos bronces y un subcampeonato. De los 46 directores técnicos, 24 han sido peruanos y 22 extranjeros (6 brasileños, 5 uruguayos, 2 argentinos, 2 españoles, 2 ingleses, 2 húngaros, 1 yugoslavo, 1 paraguayo y 1 colombiano).

### Lista de seleccionadores
| - 1927: Pedro Olivieri () - 1929: Julio Borelli - 1930: Francisco Bru - 1935: Telmo Carbajo () - 1936-1937: Alberto Denegri - 1938-1939: Jack Greenwell () - 1941: Domingo Arrillaga - 1942: Ángel Fernández - 1947: José Arana - 1949: Arturo Fernández () - 1952: Alfonso Huapaya - 1953: William Cook - 1953: Ángel Fernández Roca - 1954-1955: Juan Valdivieso () - 1956: Arturo Fernández - 1957-1959: György Orth - 1960-1961: Marcos Calderón | - 1962: Jaime de Almeida - 1963: Juan Valdivieso - 1964-1965: Manuel Fleitas Solich - 1965: Marcos Calderón - 1966: José Gomes Nogueira - 1966-1967: Marcos Calderón - 1968-1970: Didí - 1971: Alejandro Heredia - 1972: Lajos Baróti - 1972-1973: Roberto Scarone - 1975: Marcos Calderón () - 1976: Alejandro Heredia - 1977-1978: Marcos Calderón - 1979: José Chiarella () - 1980: Juan José Tan - 1980: Marcos Calderón - 1981: Alejandro Heredia | - 1981-1982: Tim - 1983: Juan José Tan () - 1984-1985: Moisés Barack - 1985: Roberto Chale - 1986: Manuel Mayorga - 1987: Fernando Cuéllar - 1988-1989: José Fernández Santini - 1989: José Macia - 1989: Percy Rojas - 1991: Miguel Company - 1992-1993: Vladimir Popović - 1994-1995: Miguel Company - 1996-1997: Juan Carlos Oblitas - 1997: Freddy Ternero - 1997-1999: Juan Carlos Oblitas - 1999-2000: Francisco Maturana - 2000-2001: Julio César Uribe | - 2003-2005: Paulo Autuori - 2005: Freddy Ternero - 2006: Franco Navarro - 2007: Julio César Uribe - 2007-2009: José Guillermo del Solar - 2010-2013: Sergio Markarián () - 2013: Roberto Mosquera Vera - 2014: Pablo Bengoechea - 2015-2022: Ricardo Gareca () - 2022-2023: Juan Reynoso - 2024: Jorge Fossati - 2025: Óscar Ibáñez |  |

## Estadísticas
| Competición                                  | PJ  | PG  | PE  | PP  | GF  | GC  | DG   |
| -------------------------------------------- | --- | --- | --- | --- | --- | --- | ---- |
| Amistosos                                    | 319 | 107 | 79  | 133 | 365 | 406 | –41  |
| Campeonato Panamericano de Fútbol            | 10  | 3   | 3   | 4   | 20  | 16  | +4   |
| Campeonato Sudamericano / Copa América       | 164 | 57  | 41  | 66  | 230 | 258 | –28  |
| Copa de Oro de la Concacaf                   | 4   | 1   | 1   | 2   | 7   | 7   | 0    |
| Copa Mundial de Fútbol                       | 18  | 5   | 3   | 10  | 21  | 33  | –12  |
| Clasificación para la Copa Mundial de Fútbol | 177 | 51  | 44  | 82  | 186 | 243 | –57  |
| Juegos Bolivarianos                          | 4   | 4   | 0   | 0   | 18  | 4   | +14  |
| Juegos Olímpicos                             | 2   | 2   | 0   | 0   | 11  | 5   | +6   |
| Totales                                      | 698 | 230 | 171 | 297 | 858 | 972 | –114 |

### Copa Mundial de Fútbol
| Año   | Ronda            | Posición       | PJ             | PG             | PE             | PP             | GF             | GC             | Dif.           | Goleador                                  |
| ----- | ---------------- | -------------- | -------------- | -------------- | -------------- | -------------- | -------------- | -------------- | -------------- | ----------------------------------------- |
| 1930  | Fase de grupos   | 10.º           | 2              | 0              | 0              | 2              | 1              | 4              | –3             | Luis de Souza: 1                          |
| 1934  | Se retiró        | Se retiró      | Se retiró      | Se retiró      | Se retiró      | Se retiró      | Se retiró      | Se retiró      | Se retiró      | Se retiró                                 |
| 1938  | No participó     | No participó   | No participó   | No participó   | No participó   | No participó   | No participó   | No participó   | No participó   | No participó                              |
| 1950  | Se retiró        | Se retiró      | Se retiró      | Se retiró      | Se retiró      | Se retiró      | Se retiró      | Se retiró      | Se retiró      | Se retiró                                 |
| 1954  | No participó     | No participó   | No participó   | No participó   | No participó   | No participó   | No participó   | No participó   | No participó   | No participó                              |
| 1958  | No clasificó     | No clasificó   | No clasificó   | No clasificó   | No clasificó   | No clasificó   | No clasificó   | No clasificó   | No clasificó   | No clasificó                              |
| 1962  | No clasificó     | No clasificó   | No clasificó   | No clasificó   | No clasificó   | No clasificó   | No clasificó   | No clasificó   | No clasificó   | No clasificó                              |
| 1966  | No clasificó     | No clasificó   | No clasificó   | No clasificó   | No clasificó   | No clasificó   | No clasificó   | No clasificó   | No clasificó   | No clasificó                              |
| 1970  | Cuartos de final | 7.º            | 4              | 2              | 0              | 2              | 9              | 9              | 0              | Teófilo Cubillas: 5                       |
| 1974  | No clasificó     | No clasificó   | No clasificó   | No clasificó   | No clasificó   | No clasificó   | No clasificó   | No clasificó   | No clasificó   | No clasificó                              |
| 1978  | Segunda fase     | 8.º            | 6              | 2              | 1              | 3              | 7              | 12             | –5             | Teófilo Cubillas: 5                       |
| 1982  | Fase de grupos   | 20.º           | 3              | 0              | 2              | 1              | 2              | 6              | –4             | Guillermo La Rosa y Rubén Toribio Díaz: 1 |
| 1986  | No clasificó     | No clasificó   | No clasificó   | No clasificó   | No clasificó   | No clasificó   | No clasificó   | No clasificó   | No clasificó   | No clasificó                              |
| 1990  | No clasificó     | No clasificó   | No clasificó   | No clasificó   | No clasificó   | No clasificó   | No clasificó   | No clasificó   | No clasificó   | No clasificó                              |
| 1994  | No clasificó     | No clasificó   | No clasificó   | No clasificó   | No clasificó   | No clasificó   | No clasificó   | No clasificó   | No clasificó   | No clasificó                              |
| 1998  | No clasificó     | No clasificó   | No clasificó   | No clasificó   | No clasificó   | No clasificó   | No clasificó   | No clasificó   | No clasificó   | No clasificó                              |
| 2002  | No clasificó     | No clasificó   | No clasificó   | No clasificó   | No clasificó   | No clasificó   | No clasificó   | No clasificó   | No clasificó   | No clasificó                              |
| 2006  | No clasificó     | No clasificó   | No clasificó   | No clasificó   | No clasificó   | No clasificó   | No clasificó   | No clasificó   | No clasificó   | No clasificó                              |
| 2010  | No clasificó     | No clasificó   | No clasificó   | No clasificó   | No clasificó   | No clasificó   | No clasificó   | No clasificó   | No clasificó   | No clasificó                              |
| 2014  | No clasificó     | No clasificó   | No clasificó   | No clasificó   | No clasificó   | No clasificó   | No clasificó   | No clasificó   | No clasificó   | No clasificó                              |
| 2018  | Fase de grupos   | 20.º           | 3              | 1              | 0              | 2              | 2              | 2              | 0              | Paolo Guerrero y André Carrillo: 1        |
| 2022  | No clasificó     | No clasificó   | No clasificó   | No clasificó   | No clasificó   | No clasificó   | No clasificó   | No clasificó   | No clasificó   | No clasificó                              |
| 2026  | Por disputarse   | Por disputarse | Por disputarse | Por disputarse | Por disputarse | Por disputarse | Por disputarse | Por disputarse | Por disputarse | Por disputarse                            |
| 2030  | Por disputarse   | Por disputarse | Por disputarse | Por disputarse | Por disputarse | Por disputarse | Por disputarse | Por disputarse | Por disputarse | Por disputarse                            |
| 2034  | Por disputarse   | Por disputarse | Por disputarse | Por disputarse | Por disputarse | Por disputarse | Por disputarse | Por disputarse | Por disputarse | Por disputarse                            |
| Total | 5 · 17           | 34.º           | 18             | 5              | 3              | 10             | 21             | 33             | –12            | Teófilo Cubillas: 10                      |

Notas:
- En Italia 1934, Perú se enfrentaría a Brasil, por el grupo 9 de las clasificatorias. Pero no se presentó en Río de Janeiro, haciendo clasificar a la Verdeamarela automáticamente.
- En Francia 1938, Perú no participaría al igual que otras selecciones sudamericanas para alinearse con Argentina, ya que esta iba a ser sede en un inicio.
- En Brasil 1950, Perú se retiró del grupo 2 de las eliminatorias junto con Ecuador.
- En Suiza 1954, el Perú y Argentina, por orden expresa de Manuel Odría, en alianza política con Juan Domingo Perón, se abstienen de participar como acto de protesta.

### ClasificaciónCopa Mundial de Fútbol
| Año   | Clasificación | Posición     | PJ           | PG           | PE           | PP           | GF           | GC           | Dif.         | Goleador                                  |
| ----- | ------------- | ------------ | ------------ | ------------ | ------------ | ------------ | ------------ | ------------ | ------------ | ----------------------------------------- |
| 1930  | Invitado      | Invitado     | Invitado     | Invitado     | Invitado     | Invitado     | Invitado     | Invitado     | Invitado     | Invitado                                  |
| 1934  | Se retiró     | Se retiró    | Se retiró    | Se retiró    | Se retiró    | Se retiró    | Se retiró    | Se retiró    | Se retiró    | Se retiró                                 |
| 1938  | No participó  | No participó | No participó | No participó | No participó | No participó | No participó | No participó | No participó | No participó                              |
| 1950  | Se retiró     | Se retiró    | Se retiró    | Se retiró    | Se retiró    | Se retiró    | Se retiró    | Se retiró    | Se retiró    | Se retiró                                 |
| 1954  | No participó  | No participó | No participó | No participó | No participó | No participó | No participó | No participó | No participó | No participó                              |
| 1958  | No clasificó  | 6.º          | 2            | 0            | 1            | 1            | 1            | 2            | –1           | Alberto Terry: 1                          |
| 1962  | No clasificó  | 5.º          | 2            | 0            | 1            | 1            | 1            | 2            | –1           | Faustino Delgado: 1                       |
| 1966  | No clasificó  | 5.º          | 4            | 2            | 0            | 2            | 8            | 6            | +2           | Pedro Pablo León: 3                       |
| 1970  | Clasificó     | 4.º          | 4            | 2            | 1            | 1            | 7            | 4            | +3           | Oswaldo Ramírez: 2                        |
| 1974  | No clasificó  | 6.º          | 3            | 1            | 0            | 2            | 3            | 4            | –1           | Hugo Sotil: 2                             |
| 1978  | Clasificó     | 2.º          | 6            | 3            | 2            | 1            | 13           | 3            | +10          | Juan Carlos Oblitas: 4                    |
| 1982  | Clasificó     | 3.º          | 4            | 2            | 2            | 0            | 5            | 2            | +3           | Guillermo La Rosa y Julio César Uribe: 2  |
| 1986  | No clasificó  | 5.º          | 8            | 3            | 2            | 3            | 10           | 9            | +1           | Gerónimo Barbadillo: 2                    |
| 1990  | No clasificó  | 8.º          | 4            | 0            | 0            | 4            | 2            | 8            | –6           | Del Solar y Andrés Gonzales: 1            |
| 1994  | No clasificó  | 9.º          | 6            | 0            | 1            | 5            | 4            | 12           | –8           | Del Solar, Palacios, Muchotrigo y Soto: 1 |
| 1998  | No clasificó  | 5.º          | 16           | 7            | 4            | 5            | 19           | 20           | –1           | Roberto Palacios: 6                       |
| 2002  | No clasificó  | 8.º          | 18           | 4            | 4            | 10           | 14           | 25           | –11          | Claudio Pizarro: 2                        |
| 2006  | No clasificó  | 9.º          | 18           | 4            | 6            | 8            | 20           | 28           | –8           | Jefferson Farfán: 7                       |
| 2010  | No clasificó  | 10.º         | 18           | 3            | 4            | 11           | 11           | 34           | –23          | Johan Fano: 3                             |
| 2014  | No clasificó  | 7.º          | 16           | 4            | 3            | 9            | 17           | 26           | –9           | Jefferson Farfán: 5                       |
| 2018  | Clasificó     | 5.º          | 20           | 8            | 6            | 6            | 29           | 26           | +3           | Paolo Guerrero y Édison Flores: 5         |
| 2022  | No clasificó  | 5.º          | 19           | 7            | 4            | 8            | 19           | 22           | –3           | Christian Cueva: 5                        |
| 2026  | En curso      | En curso     | En curso     | En curso     | En curso     | En curso     | En curso     | En curso     | En curso     | En curso                                  |
| Total | 4 · 18        | 8.º          | 168          | 50           | 41           | 77           | 183          | 233          | –50          | Jefferson Farfán: 16                      |

Dorado = 1.er puesto; 
Plateado = 2.º puesto;
Bronce = 3.er puesto;
Azul = Clasificó; 
Blanco = No clasificó;
Rosado = Peor posición.
Notas:
- La primera Copa del Mundo (Uruguay 1930) fue la única que no tuvo eliminatorias. A partir de Suiza 1954, comienzan las eliminatorias en Conmebol.[214]
- En Italia 1934, Perú se enfrentaría a Brasil, por el grupo 9 de las clasificatorias. Pero no se presentó en Río de Janeiro, haciendo clasificar a la Verdeamarela automáticamente.
- En Francia 1938, Perú no participaría al igual que otras selecciones sudamericanas para alinearse con Argentina, ya que esta iba a ser sede en un inicio.
- En Brasil 1950, Perú se retiró del grupo 2 de las eliminatorias junto con Ecuador.
- En Suiza 1954, Perú y Argentina, por orden expresa de Manuel Odría, en alianza política con Juan Domingo Perón, se abstienen de participar como acto de protesta.

### Juegos Olímpicos
| Año | Ronda                         | Posición                      | PJ                            | PG                            | PE                            | PP                            | GF                            | GC                            | Dif.                          | Goleador                      |
| --- | ----------------------------- | ----------------------------- | ----------------------------- | ----------------------------- | ----------------------------- | ----------------------------- | ----------------------------- | ----------------------------- | ----------------------------- | ----------------------------- |
| 1908 | No existía la selección       | No existía la selección       | No existía la selección       | No existía la selección       | No existía la selección       | No existía la selección       | No existía la selección       | No existía la selección       | No existía la selección       | No existía la selección       |
| 1912 | No existía la selección       | No existía la selección       | No existía la selección       | No existía la selección       | No existía la selección       | No existía la selección       | No existía la selección       | No existía la selección       | No existía la selección       | No existía la selección       |
| 1920 | No existía la selección       | No existía la selección       | No existía la selección       | No existía la selección       | No existía la selección       | No existía la selección       | No existía la selección       | No existía la selección       | No existía la selección       | No existía la selección       |
| 1924 | No existía la selección       | No existía la selección       | No existía la selección       | No existía la selección       | No existía la selección       | No existía la selección       | No existía la selección       | No existía la selección       | No existía la selección       | No existía la selección       |
| 1928 | No participó                  | No participó                  | No participó                  | No participó                  | No participó                  | No participó                  | No participó                  | No participó                  | No participó                  | No participó                  |
| 1932 | No hubo competición de fútbol | No hubo competición de fútbol | No hubo competición de fútbol | No hubo competición de fútbol | No hubo competición de fútbol | No hubo competición de fútbol | No hubo competición de fútbol | No hubo competición de fútbol | No hubo competición de fútbol | No hubo competición de fútbol |
| 1936 | Cuartos de final              | 5.º                           | 2                             | 2                             | 0                             | 0                             | 11                            | 5                             | +6                            | Teodoro Fernández: 6          |
| 1948 | No participó                  | No participó                  | No participó                  | No participó                  | No participó                  | No participó                  | No participó                  | No participó                  | No participó                  | No participó                  |
| Desde 1952 los Juegos Olímpicos los disputan selecciones amateurs, y a partir de 1992 selecciones sub-23 |                               |                               |                               |                               |                               |                               |                               |                               |                               |                               |
| Total | 1/7                           | -                             | 2                             | 2                             | 0                             | 0                             | 11                            | 5                             | +6                            | Teodoro Fernández: 6          |

Notas:
- En Berlín 1936, el Comité Olímpico Internacional anuló el resultado del partido Perú-Austria, organizando una repetición el día 11 de agosto. Pero la delegación peruana se rehusó dando la clasificación por retiro a Austria.[215][216][217]

### Copa Oro de la Concacaf
| Año         | Ronda        | Posición     | PJ           | PG           | PE           | PP           | GF           | GC           | Dif.         | Goleador            |
| ----------- | ------------ | ------------ | ------------ | ------------ | ------------ | ------------ | ------------ | ------------ | ------------ | ------------------- |
| 1963 - 1998 | No participó | No participó | No participó | No participó | No participó | No participó | No participó | No participó | No participó | No participó        |
| 2000        | Semifinal    | 4.º          | 4            | 1            | 1            | 2            | 7            | 7            | 0            | Roberto Palacios: 2 |
| 2002 - 2023 | No participó | No participó | No participó | No participó | No participó | No participó | No participó | No participó | No participó | No participó        |
| Total       | 1/27         | 19.º         | 4            | 1            | 1            | 2            | 7            | 7            | 0            | Roberto Palacios: 2 |

### Copa América
| Año         | Ronda                                  | Posición                               | PJ                                     | PG                                     | PE                                     | PP                                     | GF                                     | GC                                     | Dif                                    | Goleador                                        |
| ----------- | -------------------------------------- | -------------------------------------- | -------------------------------------- | -------------------------------------- | -------------------------------------- | -------------------------------------- | -------------------------------------- | -------------------------------------- | -------------------------------------- | ----------------------------------------------- |
| 1916 - 1926 | La selección aún no había sido fundada | La selección aún no había sido fundada | La selección aún no había sido fundada | La selección aún no había sido fundada | La selección aún no había sido fundada | La selección aún no había sido fundada | La selección aún no había sido fundada | La selección aún no había sido fundada | La selección aún no había sido fundada | La selección aún no había sido fundada          |
| 1927        | Tercer lugar                           | 3.º                                    | 3                                      | 1                                      | 0                                      | 2                                      | 4                                      | 11                                     | –7                                     | Neyra, Sarmiento, Montellanos y Villanueva: 1   |
| 1929        | Cuarto lugar                           | 4.º                                    | 3                                      | 0                                      | 0                                      | 3                                      | 1                                      | 12                                     | –11                                    | Agustín Lizarbe: 1                              |
| 1935        | Tercer lugar                           | 3.º                                    | 3                                      | 1                                      | 0                                      | 2                                      | 2                                      | 5                                      | –3                                     | Teodoro Fernández y Alberto Montellanos: 1      |
| 1937        | Primera fase                           | 6.º                                    | 5                                      | 1                                      | 1                                      | 3                                      | 7                                      | 10                                     | –3                                     | Teodoro Fernández y Jorge Alcalde: 2            |
| 1939        | Campeón                                | 1.º                                    | 4                                      | 4                                      | 0                                      | 0                                      | 13                                     | 4                                      | +9                                     | Teodoro Fernández: 7                            |
| 1941        | Cuarto lugar                           | 4.º                                    | 4                                      | 1                                      | 0                                      | 3                                      | 5                                      | 5                                      | 0                                      | Teodoro Fernández: 3                            |
| 1942        | Primera fase                           | 5.º                                    | 6                                      | 1                                      | 2                                      | 3                                      | 5                                      | 10                                     | –5                                     | Teodoro Fernández: 2                            |
| 1945        | Se retiró                              | Se retiró                              | Se retiró                              | Se retiró                              | Se retiró                              | Se retiró                              | Se retiró                              | Se retiró                              | Se retiró                              | Se retiró                                       |
| 1946        | Se retiró                              | Se retiró                              | Se retiró                              | Se retiró                              | Se retiró                              | Se retiró                              | Se retiró                              | Se retiró                              | Se retiró                              | Se retiró                                       |
| 1947        | Primera fase                           | 5.º                                    | 7                                      | 2                                      | 2                                      | 3                                      | 12                                     | 9                                      | +3                                     | Luis Guzmán Gonzales y Gómez Sánchez: 3         |
| 1949        | Tercer lugar                           | 3.º                                    | 7                                      | 5                                      | 0                                      | 2                                      | 20                                     | 13                                     | +7                                     | Félix Castillo y Manuel Drago: 4                |
| 1953        | Primera fase                           | 5.º                                    | 6                                      | 3                                      | 1                                      | 2                                      | 4                                      | 6                                      | –2                                     | Óscar Gómez Sánchez: 2                          |
| 1955        | Tercer lugar                           | 3.º                                    | 5                                      | 2                                      | 2                                      | 1                                      | 13                                     | 11                                     | +2                                     | Óscar Gómez Sánchez: 6                          |
| 1956        | Primera fase                           | 6.º                                    | 5                                      | 0                                      | 1                                      | 4                                      | 6                                      | 11                                     | –5                                     | Roberto Drago: 2                                |
| 1957        | Cuarto lugar                           | 4.º                                    | 6                                      | 4                                      | 0                                      | 2                                      | 12                                     | 9                                      | +3                                     | Alberto Terry: 5                                |
| 1959        | Cuarto lugar                           | 4.º                                    | 6                                      | 1                                      | 3                                      | 2                                      | 10                                     | 11                                     | –2                                     | Miguel Loayza: 5                                |
| 1959        | Se retiró                              | Se retiró                              | Se retiró                              | Se retiró                              | Se retiró                              | Se retiró                              | Se retiró                              | Se retiró                              | Se retiró                              | Se retiró                                       |
| 1963        | Primera fase                           | 5.º                                    | 6                                      | 2                                      | 1                                      | 3                                      | 8                                      | 11                                     | –3                                     | Alberto Gallardo: 4                             |
| 1967        | Se retiró                              | Se retiró                              | Se retiró                              | Se retiró                              | Se retiró                              | Se retiró                              | Se retiró                              | Se retiró                              | Se retiró                              | Se retiró                                       |
| 1975        | Campeón                                | 1.º                                    | 9                                      | 6                                      | 1                                      | 2                                      | 14                                     | 7                                      | +7                                     | Juan Carlos Oblitas y Oswaldo Ramírez: 3        |
| 1979        | Tercer lugar                           | 3.º                                    | 2                                      | 0                                      | 1                                      | 1                                      | 1                                      | 2                                      | –1                                     | Roberto Mosquera Vera: 1                        |
| 1983        | Tercer lugar                           | 3.º                                    | 6                                      | 2                                      | 3                                      | 1                                      | 7                                      | 6                                      | +1                                     | Eduardo Malásquez: 3                            |
| 1987        | Primera fase                           | 6.º                                    | 2                                      | 0                                      | 2                                      | 0                                      | 2                                      | 2                                      | 0                                      | Luis Reyna y Eugenio La Rosa: 1                 |
| 1989        | Primera fase                           | 8.º                                    | 4                                      | 0                                      | 3                                      | 1                                      | 4                                      | 7                                      | –3                                     | Jorge Hirano: 2                                 |
| 1991        | Primera fase                           | 8.º                                    | 4                                      | 1                                      | 0                                      | 3                                      | 9                                      | 9                                      | 0                                      | José Del Solar, La Rosa y Jorge Hirano: 2       |
| 1993        | Cuartos de final                       | 7.º                                    | 4                                      | 1                                      | 2                                      | 1                                      | 4                                      | 5                                      | –1                                     | José del Solar: 3                               |
| 1995        | Fase de grupos                         | 10.º                                   | 3                                      | 0                                      | 1                                      | 2                                      | 2                                      | 5                                      | –3                                     | Roberto Palacios: 1                             |
| 1997        | Cuarto lugar                           | 4.º                                    | 6                                      | 3                                      | 0                                      | 3                                      | 5                                      | 11                                     | –6                                     | Martín Hidalgo y Paul Cominges: 2               |
| 1999        | Cuartos de final                       | 7.º                                    | 4                                      | 2                                      | 1                                      | 1                                      | 7                                      | 6                                      | –1                                     | Roberto Holsen: 2                               |
| 2001        | Cuartos de final                       | 8.º                                    | 4                                      | 1                                      | 1                                      | 2                                      | 4                                      | 8                                      | –4                                     | Lobatón, Pajuelo, Del Solar y Roberto Holsen: 1 |
| 2004        | Cuartos de final                       | 7.º                                    | 4                                      | 1                                      | 2                                      | 1                                      | 7                                      | 6                                      | +1                                     | Nolberto Solano: 2                              |
| 2007        | Cuartos de final                       | 7.º                                    | 4                                      | 1                                      | 1                                      | 2                                      | 5                                      | 8                                      | –3                                     | Claudio Pizarro: 2                              |
| 2011        | Tercer lugar                           | 3.º                                    | 6                                      | 3                                      | 1                                      | 2                                      | 8                                      | 5                                      | +3                                     | Paolo Guerrero: 5                               |
| 2015        | Tercer lugar                           | 3.º                                    | 6                                      | 3                                      | 1                                      | 2                                      | 8                                      | 5                                      | +3                                     | Paolo Guerrero: 4                               |
| 2016        | Cuartos de final                       | 5.º                                    | 4                                      | 2                                      | 2                                      | 0                                      | 4                                      | 2                                      | +2                                     | Ruidíaz, Flores, Cueva y Guerrero: 1            |
| 2019        | Subcampeón                             | 2.º                                    | 6                                      | 2                                      | 2                                      | 2                                      | 7                                      | 9                                      | –2                                     | Paolo Guerrero: 3                               |
| 2021        | Cuarto lugar                           | 4.º                                    | 7                                      | 2                                      | 2                                      | 3                                      | 10                                     | 14                                     | –4                                     | Gianluca Lapadula: 3                            |
| 2024        | Fase de grupos                         | 13.º                                   | 3                                      | 0                                      | 1                                      | 2                                      | 0                                      | 3                                      | –3                                     |                                                 |
| 2028        | Por disputarse                         | Por disputarse                         | Por disputarse                         | Por disputarse                         | Por disputarse                         | Por disputarse                         | Por disputarse                         | Por disputarse                         | Por disputarse                         | Por disputarse                                  |
| Total       | 34/48                                  | 6.º                                    | 164                                    | 58                                     | 40                                     | 66                                     | 230                                    | 258                                    | –28                                    | Teodoro Fernández: 15                           |

## Clasificación
Existen diversas clasificaciones que ordenan a las selecciones nacionales de acuerdo con distintos criterios. Sin embargo, la principal es la clasificación de la FIFA.
| Inst. | Clasificación actual | Clasificación actual | Clasificación actual | Clasificación actual     | Mejor clasificación | Mejor clasificación | Mejor clasificación | Mejor clasificación   | Peor clasificación | Peor clasificación | Peor clasificación | Peor clasificación      | {\displaystyle {\overline {X}}} |
| Inst. | Pos.                 | V                    | Puntaje              | Fecha                    | Pos.                | V                   | Puntaje             | Fecha                 | Pos.               | V                  | Puntaje            | Fecha                   | {\displaystyle {\overline {X}}} |
| ----- | -------------------- | -------------------- | -------------------- | ------------------------ | ------------------- | ------------------- | ------------------- | --------------------- | ------------------ | ------------------ | ------------------ | ----------------------- | ------------------------------- |
| FIFA  | 43.º                 | 1                    | 1483.2               | 19 de septiembre de 2024 | 10.º                | 2                   | 1160                | 16 de octubre de 2017 | 91.º               | 2                  | 378                | 2 de septiembre de 2009 | 50.º                            |

### Clasificación de la FIFA
| AÑO/MES | ENE                              | FEB                              | MAR                              | ABR                              | MAY                              | JUN                              | JUL                              | AGO                          | SEP                          | OCT                          | NOV                          | DIC         |
| ------- | -------------------------------- | -------------------------------- | -------------------------------- | -------------------------------- | -------------------------------- | -------------------------------- | -------------------------------- | ---------------------------- | ---------------------------- | ---------------------------- | ---------------------------- | ----------- |
| 1992    | Sin clasificación de la FIFA     | Sin clasificación de la FIFA     | Sin clasificación de la FIFA     | Sin clasificación de la FIFA     | Sin clasificación de la FIFA     | Sin clasificación de la FIFA     | Sin clasificación de la FIFA     | Sin clasificación de la FIFA | Sin clasificación de la FIFA | Sin clasificación de la FIFA | Sin clasificación de la FIFA | 78.º (16)   |
| 1993    | No hubo clasificación de la FIFA | No hubo clasificación de la FIFA | No hubo clasificación de la FIFA | No hubo clasificación de la FIFA | No hubo clasificación de la FIFA | No hubo clasificación de la FIFA | No hubo clasificación de la FIFA | 70.º (26)                    | 73.º (25)                    | 71.º (25)                    | 71.º (25)                    | 73.º (24)   |
| 1994    | —                                | 73.º (24)                        | 72.º (24)                        | 72.º (24)                        | 69.º (24)                        | 67.º (24)                        | 72.º (22)                        | —                            | 65.º (24)                    | 71.º (24)                    | 75.º (24)                    | 72.º (26)   |
| 1995    | —                                | 76.º (26)                        | —                                | 73.º (26)                        | 69.º (29)                        | 73.º (28)                        | 63.º (33)                        | 70.º (32)                    | 65.º (24)                    | 68.º (31)                    | 67.º (32)                    | 69.º (32)   |
| 1996    | 67.º (32)                        | 70.º (31)                        | —                                | 78.º (29)                        | 77.º (29)                        | —                                | 78.º (31)                        | 66.º (35)                    | 58.º (36)                    | 57.º (39)                    | 53.º (41)                    | 54.º (40)   |
| 1997    | —                                | 45.º (44)                        | —                                | 45.º (45)                        | 39.º (47)                        | 39.º (47)                        | 35.º (50)                        | 36.º (50)                    | 34.º (51)                    | 38.º (51)                    | 38.º (51)                    | 38.º (52)   |
| 1998    | —                                | 39.º (51)                        | 39.º (51)                        | 35.º (51)                        | 37.º (50)                        | —                                | 43.º (46)                        | 41.º (46)                    | 58.º (41)                    | 64.º (41)                    | 70.º (40)                    | 72.º (40)   |
| 1999    | 62.º (480)                       | 63.º (489)                       | 64.º (483)                       | 65.º (477)                       | 66.º (470)                       | 66.º (484)                       | 41.º (554)                       | 41.º (550)                   | 45.º (546)                   | 43.º (545)                   | 45.º (540)                   | 42.º (538)  |
| 2000    | 42.º (538)                       | 44.º (539)                       | 43.º (546)                       | 39.º (561)                       | 36.º (565)                       | 36.º (567)                       | 44.º (550)                       | 43.º (554)                   | 40.º (565)                   | 41.º (563)                   | 45.º (563)                   | 45.º (560)  |
| 2001    | 45.º (560)                       | 46.º (558)                       | 48.º (555)                       | 50.º (554)                       | 51.º (553)                       | 57.º (549)                       | 53.º (560)                       | 43.º (596)                   | 44.º (594)                   | 45.º (594)                   | 42.º (598)                   | 43.º (598)  |
| 2002    | 43.º (598)                       | 44.º (597)                       | 44.º (595)                       | 47.º (586)                       | 47.º (578)                       | —                                | 48.º (563)                       | 52.º (545)                   | 59.º (529)                   | 65.º (510)                   | 71.º (495)                   | 82.º (472)  |
| 2003    | 85.º (472)                       | 86.º (470)                       | 85.º (472)                       | 78.º (485)                       | 81.º (479)                       | 80.º (480)                       | 71.º (507)                       | 71.º (513)                   | 62.º (526)                   | 72.º (520)                   | 68.º (523)                   | 74.º (516)  |
| 2004    | 74.º (515)                       | 74.º (514)                       | 79.º (510)                       | 81.º (505)                       | 81.º (504)                       | 72.º (522)                       | 75.º (518)                       | 61.º (547)                   | 63.º (547)                   | 68.º (540)                   | 70.º (544)                   | 66.º (558)  |
| 2005    | 67.º (557)                       | 69.º (556)                       | 70.º (555)                       | 65.º (560)                       | 66.º (558)                       | 69.º (556)                       | 73.º (545)                       | 75.º (543)                   | 70.º (551)                   | 63.º (567)                   | 65.º (560)                   | 66.º (560)  |
| 2006    | 66.º (560)                       | 67.º (558)                       | 66.º (557)                       | 67.º (548)                       | 66.º (550)                       | —                                | 42.º (661)                       | 41.º (662)                   | 46.º (611)                   | 79.º (416)                   | 81.º (407)                   | 70.º (447)  |
| 2007    | 70.º (447)                       | 67.º (447)                       | 70.º (451)                       | 70.º (448)                       | 71.º (442)                       | 64.º (480)                       | 50.º (567)                       | 54.º (552)                   | 52.º (563)                   | 61.º (497)                   | 63.º (508)                   | 63.º (508)  |
| 2008    | 63.º (508)                       | 67.º (490)                       | 66.º (496)                       | 64.º (519)                       | 61.º (524)                       | 64.º (503)                       | 67.º (481)                       | 69.º (460)                   | 73.º (438)                   | 58.º (533)                   | 70.º (464)                   | 75.º (462)  |
| 2009    | 72.º (462)                       | 76.º (452)                       | 77.º (432)                       | 88.º (397)                       | 87.º (397)                       | 89.º (407)                       | 86.º (380)                       | 89.º (378)                   | 91.º (363)                   | 74.º (439)                   | 70.º (467)                   | 68.º (471)  |
| 2010    | —                                | 68.º (471)                       | 61.º (510)*                      | 53.º (579)                       | 53.º (578)                       | —                                | 38.º (726)                       | 39.º (726)                   | 48.º (613)                   | 55.º (536)                   | 52.º (538)                   | 68.º (486)  |
| 2011    | 66.º (486)                       | 68.º (486)                       | 59.º (530)                       | 54.º (548)                       | 54.º (548)                       | 49.º (584)                       | 25.º (805)                       | 26.º (806)                   | 35.º (724)                   | 32.º (746)                   | 35.º (712)                   | 35.º (712)  |
| 2012    | 34.º (712)                       | 33.º (743)                       | 34.º (720)                       | 34.º (719)                       | 36.º (691)                       | 37.º (688)                       | 32.º (712)                       | 47.º (607)                   | 51.º (587)                   | 37.º (681)                   | 44.º (611)                   | 46.º (603)  |
| 2013    | 43.º (603)                       | 39.º (634)                       | 41.º (624)                       | 32.º (752)                       | 32.º (753)                       | 30.º (791)                       | 19.º (898)                       | 22.º (855)                   | 34.º (732)                   | 39.º (686)                   | 39.º (686)                   | 39.º (686)  |
| 2014    | 42.º (698)                       | 41.º (704)                       | 40.º (703)                       | 43.º (653)                       | 42.º (665)                       | 45.º (627)                       | 59.º (487)                       | 52.º (522)                   | 47.º (563)                   | 54.º (558)                   | 52.º (565)                   | 53.º (565)  |
| 2015    | 53.º (565)                       | 59.º (566)                       | 59.º (565)                       | 64.º (526)                       | 63.º (532)                       | 61.º (546)                       | 46.º (635)                       | 49.º (612)                   | 48.º (628)                   | 50.º (623)                   | 57.º (583)                   | 47.º (644)  |
| 2016    | 47.º (644)                       | 43.º (644)                       | 42.º (646)                       | 46.º (625)                       | 46.º (631)                       | 48.º (623)                       | 34.º (765)                       | 33.º (777)                   | 25.º (841)                   | 23.º (865)                   | 19.º (965)                   | 19.º (965)  |
| 2017    | 19.º (965)                       | 18.º (965)                       | 18.º (965)                       | 17.º (1042)                      | 17.º (1044)                      | 15.º (1108)                      | 14.º (1014)                      | 15.º (1023)                  | 12.º (1103)                  | 10.º (1105)                  | 11.º (1128)                  | 11.º (1128) |
| 2018    | 11.º (1128)                      | 11.º (1128)                      | 11.º (1128)                      | 11.º (1106)                      | 11.º (1106)                      | 11.º (1106)                      | —                                | 20.º (1535)                  | 21.º (1525)                  | 20.º (1530)                  | 20.º (1518)                  | 20.º (1518) |
| 2019    | —                                | 20.º (1518)                      | —                                | 21.º (1516)                      | —                                | 21.º (1516)                      | 19.º (1552)                      | —                            | 19.º (1551)                  | 19.º (1548)                  | 21.º (1544)                  | 21.º (1544) |
| 2020    | —                                | 21.º (1544)                      | —                                | 21.º (1544)                      | —                                | 21.º (1544)                      | 21.º (1544)                      | —                            | 22.º (1544)                  | 24.º (1533)                  | 25.º (1512)                  | 25.º (1512) |
| 2021    | —                                | 25.º (1512)                      | 27.º (1511)                      | 27.º (1511)                      | —                                | —                                | 22.º (1543)                      | 21.º (1549)                  | 24.º (1534)                  | 22.º (1551)                  | 22.º (1551)                  | —           |
| 2022    | —                                | 22.º (1563)                      | 22.º (1562)                      | —                                | —                                | 21.º (1562)                      | —                                | 21.º (1562)                  | —                            | 23.º (1561)                  | —                            | 21.º (1564) |
| 2023    | —                                | —                                | —                                | 21.º (1561)                      | —                                | 21.º (1561)                      | 21.º (1561)                      | —                            | 22.º (1552)                  | 26.º (1532)                  | 35.º (1513)                  | 35.º (1513) |
| 2024    | —                                | 33.º (1513)                      | —                                | 32.º (1515)                      | —                                | 31.º (1515)                      | 42.º (1490)                      | —                            | 43.º (1483)                  | —                            | —                            | —           |
| 2025    | —                                | —                                | —                                | 42.º 1483.48                     | —                                | —                                | —                                | —                            | —                            | —                            | —                            | —           |

Clasificación de la FIFA más alta: 10.º (15 de octubre de 2017)

Clasificación de la FIFA más baja: 91.º (2 de septiembre de 2009)

Mejor progresión de la historia: +25 (21 de julio de 1999)

Peor progresión de la historia: –33 (18 de octubre de 2006)

Fuente: Estadísticas FIFA Archivado el 12 de junio de 2018 en Wayback Machine.

Colores: Celeste: Top 20; Verde: Mejor posición; Rojo: Peor posición.

## Palmarés

### Títulos oficiales absolutos
| Competición                       | Campeón         | Segundo lugar      | Tercer lugar                                        | Cuarto lugar                            |                    |
| --------------------------------- | --------------- | ------------------ | --------------------------------------------------- | --------------------------------------- | ------------------ |
| Copa América                      | 2 (1939 y 1975) | 1 (2019)           | 8 (1927, 1935, 1949, 1955, 1979, 1983, 2011 y 2015) | 6 (1929, 1941, 1957, 1959, 1997 y 2021) |                    |
| Campeonato Panamericano de Fútbol | —               | —                  | —                                                   | 2 (1952 y 1956)                         |                    |
| Copa Oro                          | —               | —                  | —                                                   | 1 (2000)                                |                    |
| Juegos Bolivarianos               | 1 (1938)        | —                  | —                                                   | —                                       |                    |
| Total                             | 3 títulos       | Selección absoluta | Selección absoluta                                  | Selección absoluta                      | Selección absoluta |

### Copa mundial de futbol
- Cuartos de final (2): 1970 y 1978.
- Participaciones (5): 1930, 1970, 1978,1982 y 2018

### Juegos olímpicos (1908-1948)
- Cuartos de final (1):1936 (Semifinal deportiva)

### Premios
| Distinciones otorgadas                   | Distinciones otorgadas   | Distinciones otorgadas |
| ---------------------------------------- | ------------------------ | ---------------------- |
| Premio                                   | Competición              | Otorgado por           |
| Premio Fair Play                         | Copa Mundial México 1970 | FIFA                   |
| Premio Fair Play                         | Copa América Chile 2015  | Conmebol               |
| Premio The Best FIFA a la mejor hinchada | Copa Mundial Rusia 2018  | FIFA                   |

### Torneos amistosos (9)
| Competición                   | Títulos                    | Subcampeonatos                          |
| ----------------------------- | -------------------------- | --------------------------------------- |
| Copa Kirin                    | 3 (1999, 2005, 2011)       |                                         |
| Copa del Pacífico             | 4 (1953, 1954, 1971, 1982) | 6 ( 1965, 1968, 1983, 1988, 2006, 2012) |
| \| Copa Mariscal Sucre        | 1 (1973)                   |                                         |
| Copa 75 Aniversario de la FPF | 1 (1997)                   |                                         |
| Copa Desafío Latino           |                            | 1 ( 2007)                               |
| Copa Mariscal Ramón Castilla  |                            | 3 ( 1972 1976, 1978)                    |
| Copa Municipalidad de Córdoba |                            | 1 ( 1995)                               |
| Copa Roque Sáenz Peña         |                            | 1 ( 1941)                               |

### Selección sub-23
| Competición                            | Campeón | Segundo lugar | Tercer lugar    | Cuarto lugar |
| -------------------------------------- | ------- | ------------- | --------------- | ------------ |
| Torneo Preolímpico Sudamericano Sub-23 | —       | 1 (1960)      | 2 (1964 y 1980) | 1 (1972)     |

### Selección sub-20

#### Torneos oficiales (1)
| Competición                    | Campeón  | Segundo lugar | Tercer lugar | Cuarto lugar                      |
| ------------------------------ | -------- | ------------- | ------------ | --------------------------------- |
| Juegos Suramericanos           | 1 (1990) | —             | 1 (1982)     | —                                 |
| Juegos Bolivarianos            | —        | —             | 1 (1985)     | —                                 |
| Campeonato Sudamericano Sub-20 | —        | —             | —            | 5 (1954, 1958, 1967, 1971 y 1975) |

#### Torneos amistosos
- Cuadrangular de Lima (2): 1958 y 2007.[223]
- Cuadrangular de Lara (1): 2018.[224]

### Selección sub-17

#### Torneos oficiales (1)
| Competición                    | Campeón  | Segundo lugar | Tercer lugar | Cuarto lugar |
| ------------------------------ | -------- | ------------- | ------------ | ------------ |
| Juegos Bolivarianos            | 1 (2001) | 1 (1997)      | 1 (2013)     | —            |
| Juegos Suramericanos           | —        | —             | 1 (1994)     | —            |
| Campeonato Sudamericano Sub-17 | —        | —             | —            | 1 (2007)     |

#### Torneos amistosos
- Torneo Internacional de Fútbol Juvenil de Niigata (1): 2007.[225]
- Copa UC (1): 2018.

### Selección sub-15

#### Torneos oficiales (2)
| Competición                     | Campeón  | Segundo lugar | Tercer lugar | Cuarto lugar |
| ------------------------------- | -------- | ------------- | ------------ | ------------ |
| Juegos Olímpicos de la Juventud | 1 (2014) | —             | —            | —            |
| Campeonato Sudamericano Sub-15  | 1 (2013) | —             | —            | 1 (2017)     |

### Selección de fútbol 7 (2)
| Competición       | Campeón   | Segundo lugar      | Tercer lugar       | Cuarto lugar       |                    |
| ----------------- | --------- | ------------------ | ------------------ | ------------------ | ------------------ |
| Copa Mundial IFA7 | 1 (2022)  | —                  | —                  | —                  |                    |
| Copa América IFA7 | 1 (2016)  | —                  | —                  | —                  |                    |
| Total             | 2 títulos | Selección absoluta | Selección absoluta | Selección absoluta | Selección absoluta |